# Mikonija
Mikonija (lat. Miconia), veliki biljni rod vazdazelenih grmova iz porodice Melastomataceae. Pripada mu 1971 vrsta koje rastu po troposkoj Americi.

## Vrste
1. Miconia abbottii (Urb.) Ionta & Judd
2. Miconia abbreviata Markgr.
3. Miconia abeggii Urb. & Ekman
4. Miconia ablusa (Wurdack) Michelang.
5. Miconia abscondita Majure, Judd & Skean
6. Miconia abysmophila Wurdack
7. Miconia acalyphoides Naudin
8. Miconia acanthocoryne Wurdack
9. Miconia acinodendron (L.) Sweet
10. Miconia acostae (Wurdack) Michelang.
11. Miconia acreana Ule
12. Miconia acuminata (Steud.) Naudin
13. Miconia acuminifera Triana
14. Miconia acuminoides Skean, Judd & Majure
15. Miconia acunae (Borhidi) comb. ined.
16. Miconia acunae Borhidi
17. Miconia acunagalei Judd, Bécquer & Majure
18. Miconia acurensis (Wurdack) Michelang.
19. Miconia acutiflora (Naudin) R. Goldenb.
20. Miconia acutifolia Ule
21. Miconia acutilamina Michelang.
22. Miconia acutipetala Sprague
23. Miconia adamantinensis (Brade) R. Goldenb.
24. Miconia adenocalyx Urb. & Ekman
25. Miconia adenothrix (Cogn.) R. Goldenb.
26. Miconia adinantha Wurdack
27. Miconia adrienii J. F. Macbr.
28. Miconia adventitia Michelang.
29. Miconia aenigmatica Wurdack
30. Miconia aequatorialis Wurdack
31. Miconia aeruginosa Naudin
32. Miconia affinis DC.
33. Miconia aggregata Gleason
34. Miconia agrestis (Aubl.) Baill.
35. Miconia aguaclarensis (Wurdack) Michelang.
36. Miconia aguilarii (Kriebel & Almeda) Gamba & Almeda
37. Miconia aguirrei L. Uribe
38. Miconia aguitensis Gleason
39. Miconia alainii Judd & Skean
40. Miconia alata (Aubl.) DC.
41. Miconia alaticaulis Michelang.
42. Miconia alatiflora Michelang.
43. Miconia alatissima Gamba & Almeda
44. Miconia albertii Gleason
45. Miconia albertobrenesii Gamba & Almeda
46. Miconia albicans (Sw.) Steud.
47. Miconia albiviridis Urb. & Ekman
48. Miconia alboglandulosa Gamba & Almeda
49. Miconia alborosea Uribe
50. Miconia alborufescens Naudin
51. Miconia aligera Wurdack
52. Miconia aliquantula Wurdack
53. Miconia allardii (Wurdack) Michelang.
54. Miconia allenii (Almeda) Almeda
55. Miconia alloeotricha (Urb.) Judd, Penneys & Skean
56. Miconia almedae (Kriebel) Michelang.
57. Miconia alpestris Cogn. ex Donn. Sm.
58. Miconia alpina (Sw.) comb. ined.
59. Miconia alpina Cogn.
60. Miconia alternans Naudin
61. Miconia alternidomatia Michelang.
62. Miconia alternifolia (Griseb.) Alain
63. Miconia alternilamina Michelang.
64. Miconia alterninervia (Cogn.) R. Goldenb.
65. Miconia altissima Cogn.
66. Miconia altomacaensis (Baumgratz & D' El Rei Souza) R. Goldenb.
67. Miconia alypifolia Naudin
68. Miconia amabilis Cogn.
69. Miconia amacurensis Wurdack
70. Miconia amambayensis Kraenzl.
71. Miconia amapaensis R. Goldenb. & Hinoshita
72. Miconia amazonica Triana
73. Miconia amblyandra Naudin
74. Miconia amilcariana Almeda & Dorr
75. Miconia amissa Wurdack
76. Miconia amnicola Wurdack
77. Miconia amoena Triana
78. Miconia amorimii (Reginato & R. Goldenb.) R. Goldenb.
79. Miconia ampla Triana
80. Miconia amplexicaulis Naudin
81. Miconia amplilamina Michelang.
82. Miconia amplinodis Umaña & Almeda
83. Miconia amygdaloides (DC.) R. Goldenb.
84. Miconia anaectocalyx Michelang.
85. Miconia anchicayensis Gamba & Almeda
86. Miconia ancistrophora Triana
87. Miconia andersonii Fawc. & Rendle
88. Miconia andreana Cogn.
89. Miconia androsaemifolia Griseb.
90. Miconia angelana R. Romero & R. Goldenb.
91. Miconia angulata (Griseb.) Gómez
92. Miconia angustidentata Almeda & Penneys
93. Miconia angustifolia (Sw.) Griseb.
94. Miconia angustilamina (Judd & Skean) Judd & Ionta
95. Miconia anisophylla Triana
96. Miconia anisotricha (Schltdl.) Triana
97. Miconia annulata (Naudin) Triana
98. Miconia anomala (Borhidi) comb. ined.
99. Miconia anoriensis (L. Uribe) Michelang.
100. Miconia antillana Skean, Judd & Majure
101. Miconia antioquiensis Wurdack
102. Miconia aphanantha (Naudin) Michelang.
103. Miconia apiculata Urb. & Ekman
104. Miconia apleura (Urb. & Ekman) Judd & Becquer
105. Miconia aplostachya (Bonpl.) DC.
106. Miconia aponeura Triana
107. Miconia appendiculata Triana
108. Miconia approximata Gamba & Almeda
109. Miconia aprica Gleason
110. Miconia aptera (DC.) R. Goldenb.
111. Miconia araguensis Wurdack
112. Miconia araneifera (Markgr.) Michelang. & R. Goldenb.
113. Miconia arboricola Almeda
114. Miconia arbutifolia Naudin
115. Miconia archeri Wurdack
116. Miconia argentea (Sw.) DC.
117. Miconia argentimuricata Majure & Judd
118. Miconia argyraea Cogn.
119. Miconia argyrophylla DC.
120. Miconia aristata Gleason
121. Miconia aristigera (Naudin) R. Goldenb. & Michelang.
122. Miconia ascendens Wurdack
123. Miconia ascenditricha Judd, Bécquer & Majure
124. Miconia asclepiadea Triana
125. Miconia aspera (Cogn.) R. Goldenb.
126. Miconia aspergillaris (Bonpl.) Naudin
127. Miconia asperifolia (Naudin) Majure & Judd
128. Miconia asperiuscula (DC.) R. Goldenb.
129. Miconia asperrima Triana
130. Miconia asplundii Wurdack
131. Miconia aspratilis Wurdack
132. Miconia astrocalyx Meirelles & R. Goldenb.
133. Miconia astroplocama Donn. Sm.
134. Miconia astrotricha (DC.) Triana
135. Miconia asymmetrica Michelang.
136. Miconia atlantica Caddah & R. Goldenb.
137. Miconia atrata (Spreng.) Wawra
138. Miconia atrofusca Cogn.
139. Miconia atropilis Cogn. & Gleason
140. Miconia atropurpurea Gamba & Almeda
141. Miconia atroviridis (Cogn.) R. Goldenb.
142. Miconia attenuatifolia Michelang.
143. Miconia augustgrisebachii Ionta & Judd
144. Miconia augusti Cogn.
145. Miconia augustkappleri Michelang.
146. Miconia aulocalyx Mart. ex Triana
147. Miconia aurantiaca (Almeda & Kriebel) Gamba & Almeda
148. Miconia aurantipetala Michelang.
149. Miconia aurea (D. Don) Naudin
150. Miconia aureoides Cogn.
151. Miconia auricoma (Spring ex Mart.) R. Goldenb.
152. Miconia aurifolia Becquer & Judd
153. Miconia auritinoda Wurdack
154. Miconia australis (Cham.) R. Goldenb.
155. Miconia avia Wurdack
156. Miconia axianeoides Gleason
157. Miconia axillaris (Macfad.) Skean, Judd & Majure
158. Miconia ayacuchensis Wurdack
159. Miconia ayangannensis (Wurdack) Michelang.
160. Miconia ayisyena Skean, Judd & Majure
161. Miconia aymardii Wurdack
162. Miconia badilloi Michelang.
163. Miconia bahiana R. Goldenb. & J. Coelho
164. Miconia bahorucensis Skean, Judd & Majure
165. Miconia bailloni M. Gómez
166. Miconia bailloniana J. F. Macbr.
167. Miconia bairdiana (Skean, Judd, Clase & Peguero) Skean & Judd
168. Miconia balansae (Cogn.) R. Goldenb.
169. Miconia balbisiana (Ser. ex DC.) Michelang.
170. Miconia balduinii (Brade) comb. ined.
171. Miconia bangii Cogn. ex Rusby
172. Miconia baracoana Gómez
173. Miconia baracoensis Urb.
174. Miconia barahonensis (Urb. & Ekman) Ionta & Judd
175. Miconia barbata (Borhidi) Judd, Bécquer & Majure
176. Miconia barbeyana Cogn.
177. Miconia barbeyana (Cogn.) comb. ined.
178. Miconia barbinervis (Benth.) Triana
179. Miconia barbipetiolata Michelang.
180. Miconia barbipilis Gleason
181. Miconia barclayana Wurdack
182. Miconia barkeri Urb. & Ekman
183. Miconia barkleyi (Wurdack) Michelang.
184. Miconia basilensis Urb. & Ekman
185. Miconia baumgratziana R. Goldenb. & C. V. Martin
186. Miconia becqueri Judd & Majure
187. Miconia bella Wurdack
188. Miconia beneolens Wurdack
189. Miconia benoistii Wurdack
190. Miconia bensparrei Gamba & Almeda
191. Miconia benthamiana Triana
192. Miconia benthamii (Naudin) Michelang.
193. Miconia bergiana (Cogn.) comb. ined.
194. Miconia bernardii Wurdack
195. Miconia berryi Wurdack
196. Miconia berteroi (DC.) Judd & Ionta
197. Miconia biacuta Cogn. ex Rusby
198. Miconia biappendiculata (Naudin) Uribe
199. Miconia bicolor (Mill.) Triana
200. Miconia biflora (Cogn.) Judd
201. Miconia biformis Cogn.
202. Miconia bigibbosa (Cogn.) Michelang.
203. Miconia biglandulosa Gleason
204. Miconia biglomerata (Bonpl.) DC.
205. Miconia bilopezii Wurdack
206. Miconia biolleyana (Cogn.) Gamba & Almeda
207. Miconia bipatrialis Wurdack
208. Miconia biperulifera Cogn.
209. Miconia birimosa (Naudin) Skean, Judd & Majure
210. Miconia bisecundiflora Ocampo & Almeda
211. Miconia biserrata (DC.) Michelang.
212. Miconia bissei (Bécquer) Bécquer & Michelang.
213. Miconia bisulcata Urb.
214. Miconia blakeifolia Gleason
215. Miconia blancheana Urb.
216. Miconia blepharodes (DC.) R. Goldenb.
217. Miconia boekei (Wurdack) Gamba & Almeda
218. Miconia bolivarensis Wurdack
219. Miconia boliviensis Cogn.
220. Miconia boomii Wurdack
221. Miconia bordoncilloana Lozano & M. E. Morates-Puentes
222. Miconia borhidiana Judd, Bécquer & Majure
223. Miconia borinquensis Skean, Judd & Majure
224. Miconia borjensis Wurdack
225. Miconia boxii Wurdack
226. Miconia brachyanthera Triana
227. Miconia brachybotrya Triana
228. Miconia brachycalyx Triana
229. Miconia brachycentra (Griseb.) M. Gómez
230. Miconia brachygyna Gleason
231. Miconia brachyloba (Urb.) Bécquer
232. Miconia brachystachya (Naudin) comb. ined.
233. Miconia brachystemon (Urb.) Judd, Bécquer & Majure
234. Miconia brackenridgei (A. Gray) R. Goldenb.
235. Miconia bracteata (DC.) Triana
236. Miconia bracteolata (Bonpl.) DC.
237. Miconia bracteosa (Naudin) Michelang.
238. Miconia bractiflora Gamba & Almeda
239. Miconia bradeana Baumgratz & R. Goldenb.
240. Miconia brasiliensis (Spreng.) Triana
241. Miconia brenesii Standl.
242. Miconia breteleri Wurdack
243. Miconia breviflora (Cogn.) R. Goldenb.
244. Miconia brevifolia (Urb. & Ekman) Skean & Judd
245. Miconia brevipes Benth.
246. Miconia brevis J. F. Macbr.
247. Miconia brevistylis Cogn.
248. Miconia brevitheca Gleason
249. Miconia brigitteae Humberto Mend. & Posada-Herrera
250. Miconia brittonii Cogn. ex Britton
251. Miconia broadwayi (Urb.) Michelang.
252. Miconia brunescens (Urb.) Bécquer & Skean
253. Miconia brunnea DC.
254. Miconia bubalina (D. Don) Naudin
255. Miconia bucherae Alain
256. Miconia buddlejoides Triana
257. Miconia bullata (Turcz.) Triana
258. Miconia bullatifolia Michelang.
259. Miconia bullifera (Mart. & Schrank ex DC.) Michelang.
260. Miconia bullosa (DC.) Michelang.
261. Miconia bullotricha Bécquer & Majure
262. Miconia buntingii Wurdack
263. Miconia burchellii Triana
264. Miconia buxifolia Naudin
265. Miconia cabraliensis (Wurdack) R. Goldenb.
266. Miconia cabucu Hoehne
267. Miconia cacatin (Aubl.) S. S. Renner
268. Miconia cacumina Wurdack
269. Miconia caelata (Bonpl.) DC.
270. Miconia caelestis (Standl.) Michelang.
271. Miconia caerulea (D. Don) Pav. ex Naudin
272. Miconia caesariata Wurdack
273. Miconia caesia Cogn. & Gleason
274. Miconia caiuia E. C. O. Chagas & R. Goldenb.
275. Miconia cajalbanensis Judd, Bécquer & Majure
276. Miconia cajanumana Wurdack
277. Miconia calignosa Wurdack
278. Miconia calocoma Almeda
279. Miconia calophylla (D. Don) Triana
280. Miconia calvescens DC.
281. Miconia calycina Cogn.
282. Miconia calycopteris (Rich.) Judd, Bécquer & Majure
283. Miconia campanensis Urb. & Ekman
284. Miconia campestris (Benth.) Triana
285. Miconia campii Wurdack
286. Miconia camporum (Brade) R. Goldenb.
287. Miconia canaguensis Wurdack
288. Miconia canaimana Michelang.
289. Miconia cancellata (Cogn.) R. Goldenb.
290. Miconia candelabrum (J. F. Macbr.) R. Goldenb. & Michelang.
291. Miconia cannabina Markgr.
292. Miconia canoi Michelang. & Paredes
293. Miconia capillaris (Sw.) M. Gómez
294. Miconia capilliflora (Naudin) R. Goldenb.
295. Miconia capillinervis Ionta & Judd
296. Miconia capillipes (Triana) Michelang.
297. Miconia capitellata Cogn.
298. Miconia capituliflora (Cogn.) comb. ined.
299. Miconia capixaba R. Goldenb.
300. Miconia caquetana (Sprague) Michelang.
301. Miconia caquetensis (Gleason) Ocampo & Almeda
302. Miconia carassana Cogn.
303. Miconia cardenasiae Jan. M. Burke & Michelang.
304. Miconia carnea Cogn.
305. Miconia carolensis (Gleason) Michelang.
306. Miconia carpishana Wurdack
307. Miconia caryophyllacea (DC.) Triana
308. Miconia castaneifolia Naudin
309. Miconia castillensis Wurdack
310. Miconia castrensis Wurdack
311. Miconia cataractae Triana
312. Miconia catharinensis (Cogn.) R. Goldenb.
313. Miconia caucana Gleason
314. Miconia caudata (Bonpl.) DC.
315. Miconia caudatifolia Michelang.
316. Miconia caudiculata Pittier
317. Miconia caudigera DC.
318. Miconia cauingia J. F. Macbr.
319. Miconia cautis Wurdack
320. Miconia cava Michelang. & R. Goldenb.
321. Miconia cazaletii Wurdack
322. Miconia celaquensis Almeda
323. Miconia centrodesma Naudin
324. Miconia centrodesmoides Wurdack
325. Miconia centronioides Gleason
326. Miconia centrophora Naudin
327. Miconia centrosperma Almeda
328. Miconia cephaloides Michelang.
329. Miconia ceramicarpa (DC.) Cogn.
330. Miconia cerasiflora Urb.
331. Miconia cercophora Wurdack
332. Miconia cernua Naudin
333. Miconia cernuiflora Jan. M. Burke & Michelang.
334. Miconia chaetocalyx (A. Gray) R. Goldenb.
335. Miconia chaetodon Naudin
336. Miconia chaetodonta R. Goldenb. & Michelang.
337. Miconia chamissonis Naudin
338. Miconia chapensis E. Cotton & W. Meier
339. Miconia charadrophila (Tutin) Michelang.
340. Miconia charleswrightii Bécquer & Judd
341. Miconia chartacea Triana
342. Miconia chemillensis L. A. Cárdenas
343. Miconia chichirivichensis Michelang.
344. Miconia chimantensis (Wurdack) Michelang.
345. Miconia chinantlana (Naudin) Almeda
346. Miconia chionophila Naudin
347. Miconia chiriquiensis Almeda
348. Miconia chlorocarpa Cogn.
349. Miconia chocoensis (Wurdack) Gamba & Almeda
350. Miconia choriophylla Wurdack
351. Miconia christophoriana (Ham.) DC.
352. Miconia chrysocoma Gleason
353. Miconia chrysoneura Triana
354. Miconia chrysophylla (Rich.) Urb.
355. Miconia ciliaris Triana
356. Miconia ciliata (Rich.) DC.
357. Miconia ciliolata (Cogn.) R. Goldenb.
358. Miconia cinchonifolia DC.
359. Miconia cineana Majure, Judd, Ionta & Skean
360. Miconia cinerascens Miq.
361. Miconia cinerea Cogn.
362. Miconia cinereiformis Ionta, Judd & Skean
363. Miconia cinnabarina Jan. M. Burke & Michelang.
364. Miconia cinnamomea Beurl.
365. Miconia cinnamomifolia (DC.) Naudin
366. Miconia cionotricha L. Uribe
367. Miconia cipoensis R. Goldenb.
368. Miconia circumscissa (Cogn.) R. Goldenb.
369. Miconia cladonia Gleason
370. Miconia clandestina (Almeda) Almeda
371. Miconia clasei Majure, Skean & Judd
372. Miconia clathrantha Triana
373. Miconia cleefii Uribe
374. Miconia clementiana (Britton) Bécquer & Majure
375. Miconia clementii (P. Wilson ex Britton) Becquer
376. Miconia clivorum Wurdack
377. Miconia clypeata Wurdack
378. Miconia coadunata (Wurdack) R. Goldenb.
379. Miconia coarctiflora (Wurdack) Ocampo & Almeda
380. Miconia coccinea (Rich.) Judd & Skean
381. Miconia cocoensis Almeda & Kriebel
382. Miconia codonostigma Gleason & Wurdack
383. Miconia coelestis (D. Don) Naudin
384. Miconia cogniauxii (Glaz. ex D' El Rei Souza) R. Goldenb.
385. Miconia collatata Wurdack
386. Miconia collayensis Wurdack
387. Miconia colliculosa Almeda
388. Miconia coloradensis Almeda
389. Miconia commutata Almeda
390. Miconia comosa Cogn.
391. Miconia complanata Jan. M. Burke, Michelang. & D. Fernández
392. Miconia compressa Naudin
393. Miconia compressicaulis Wurdack
394. Miconia comptifolia Wurdack
395. Miconia concinna Almeda
396. Miconia condylata Wurdack
397. Miconia confertiflora Almeda
398. Miconia conformis Wurdack
399. Miconia conglomerata (DC.) Michelang.
400. Miconia conica Skean, Judd & Majure
401. Miconia coniophora Urb. & Ekman
402. Miconia conoapiculata Michelang.
403. Miconia conoattenuata Michelang.
404. Miconia conobracteata Michelang.
405. Miconia conobrenesii Michelang.
406. Miconia conocentronioides Michelang.
407. Miconia conochiriquensis Michelang.
408. Miconia conocuatrecasii Michelang.
409. Miconia conodentata Michelang.
410. Miconia conohirtella Michelang.
411. Miconia conolancifolia Michelang.
412. Miconia conomacrantha Michelang.
413. Miconia conomicrantha Michelang.
414. Miconia conoplumosa Michelang.
415. Miconia conorubiginosa Michelang.
416. Miconia conorufescens Michelang.
417. Miconia conosetifera Michelang.
418. Miconia conosetosa Michelang.
419. Miconia conospeciosa Michelang.
420. Miconia contrerasii Wurdack
421. Miconia cookii Gleason
422. Miconia cooperi (Cogn.) Michelang.
423. Miconia corallina Spring
424. Miconia corazonica Wurdack
425. Miconia corcovadensis (Raddi) R. Goldenb.
426. Miconia cordata Triana
427. Miconia cordierorum Ionta & Judd
428. Miconia cordifolia Wurdack
429. Miconia cordigera (Triana) R. Goldenb.
430. Miconia cordilamina Judd & Bécquer
431. Miconia coriacea (Sw.) DC.
432. Miconia cornifera Humberto Mend., Posada-Herrera & H. David
433. Miconia cornifolia (Desr.) Naudin
434. Miconia cornoides (Schltdl. ex Cham.) Almeda
435. Miconia cornuta (Lozano & N.Ruiz-R.) Almeda & Alvear
436. Miconia coronata (Bonpl.) DC.
437. Miconia coronifera Wurdack
438. Miconia correae Almeda
439. Miconia corymbiformis Cogn.
440. Miconia corymbosa (Rich.) Judd & Skean
441. Miconia cosangensis Wurdack
442. Miconia costaricensis Cogn.
443. Miconia costata (Urb.) Judd, Bécquer & Majure
444. Miconia costoides (Michelang.) Michelang.
445. Miconia cottoniana Michelang.
446. Miconia cowanii Wurdack
447. Miconia crassifolia Triana
448. Miconia crassinervia Cogn.
449. Miconia crassinervis (Urb.) Skean, Judd & Majure
450. Miconia crassipes Triana
451. Miconia crassistigma Cogn.
452. Miconia crebribullata Wurdack
453. Miconia cremadena Gleason
454. Miconia cremersii (Wurdack) Ocampo & Almeda
455. Miconia cremophylla Naudin
456. Miconia crenata (Vahl) Michelang.
457. Miconia crenulata (Gleason) Michelang.
458. Miconia cretacea Gleason
459. Miconia crinita Naudin
460. Miconia cristalensis (Borhidi) Judd, Bécquer & Majure
461. Miconia cristata (Reginato & R. Goldenb.) R. Goldenb.
462. Miconia croatii (Almeda) Michelang. & Almeda
463. Miconia crocata Almeda
464. Miconia crocea (Desr.) Naudin
465. Miconia crocina Michelang.
466. Miconia crossosepala (Griseb.) Ionta & Judd
467. Miconia crotonifolia (Desr.) Judd & Ionta
468. Miconia cruenta Triana
469. Miconia cuatrecasae Markgr.
470. Miconia cubacinerea Majure & Judd
471. Miconia cubana (Alain) Majure & Judd
472. Miconia cubatanensis Hoehne
473. Miconia cubensis (C. Wright ex Griseb.) C. Wright
474. Miconia cubensis (Cogn.) comb. ined.
475. Miconia cucullata (Gleason) Michelang.
476. Miconia cundinamarcensis Wurdack
477. Miconia cuneata O. Berg ex Triana
478. Miconia cuneatissima R. Goldenb. & Michelang.
479. Miconia cupeyalensis Bécquer & Michelang.
480. Miconia cuprea Wurdack
481. Miconia cursoris (Wurdack) Michelang.
482. Miconia curta (Gleason) Wurdack
483. Miconia curvipila (Urb. & Ekman) Ionta, Judd & Skean
484. Miconia curvitheca Posada-Herrera & Humberto Mend.
485. Miconia cuspidata Naudin
486. Miconia cuspidatissima Pittier
487. Miconia cutucuensis Wurdack
488. Miconia cyanocarpa Naudin
489. Miconia cyathanthera Triana
490. Miconia cymifera (Donn. Sm.) Michelang.
491. Miconia daironii Michelang.
492. Miconia danielii Almeda
493. Miconia dapsiliflora Wurdack
494. Miconia dasyclada Wurdack
495. Miconia dasytricha (A. Gray) R. Goldenb.
496. Miconia davidsei (Almeda) Almeda
497. Miconia debilis (Crueg.) Michelang.
498. Miconia decipiens Cogn.
499. Miconia decorticans (Bécquer) Becquer & Majure
500. Miconia decurrens Cogn.
501. Miconia deflexa (Triana) R. Goldenb.
502. Miconia delicatula A. Rich.
503. Miconia demissifolia Wurdack
504. Miconia dendroides (Naudin) R. Goldenb.
505. Miconia densifolia Cogn.
506. Miconia dentata (D. Don) Michelang.
507. Miconia denticulata Naudin
508. Miconia depauperata (Cogn. ex Kuntze) comb. ined.
509. Miconia depauperata Gardner
510. Miconia dependens (D. Don) Judd & Majure
511. Miconia desiliens (Gleason) Michelang.
512. Miconia desmantha Benth.
513. Miconia desportesii Urb.
514. Miconia diaphanea Gleason
515. Miconia dichroa Cogn.
516. Miconia dichrophylla J. F. Macbr.
517. Miconia diegogomezii Kriebel & Almeda
518. Miconia dielsiana Urb.
519. Miconia dielsii Markgr.
520. Miconia difficilis Triana
521. Miconia diffusa (Cogn.) R. Goldenb.
522. Miconia diguensis (Wurdack) Michelang.
523. Miconia dimorphica (J. F. Macbr.) Michelang.
524. Miconia dimorphotheca Jan. M. Burke & Michelang.
525. Miconia dioica Wurdack
526. Miconia dipsacea Naudin
527. Miconia discoidea (Lozano & N.Ruiz-R.) Almeda & Alvear
528. Miconia discolor DC.
529. Miconia discolorata Bécquer & Michelang.
530. Miconia dispar Benth.
531. Miconia dissimulans Wurdack
532. Miconia dissita Almeda
533. Miconia dissitiflora Almeda
534. Miconia dissitinervia Kriebel, Almeda & A. Estrada
535. Miconia disticha Michelang.
536. Miconia divaricata Gardner
537. Miconia divaricatiflora Judd & Bécquer
538. Miconia divergens Triana
539. Miconia divisoriana Wurdack
540. Miconia dodecandra (Desr.) Cogn.
541. Miconia dodsonii Wurdack
542. Miconia dolichantha (Naudin) R. Goldenb.
543. Miconia dolichodons (Cogn.) R. Goldenb.
544. Miconia dolichopoda Naudin
545. Miconia dolichorrhyncha Naudin
546. Miconia dolichostachya (Naudin) R. Goldenb.
547. Miconia domatiata (Urb. & Ekman) Skean & Judd
548. Miconia domingensis Cogn.
549. Miconia dominicensis (Penneys & Judd) Penneys
550. Miconia domociliata Michelang.
551. Miconia donaeana Naudin
552. Miconia donnell-smithii (Cogn.) Michelang.
553. Miconia doriana Cogn.
554. Miconia dorsaliporosa R. Goldenb. & Reginato
555. Miconia dorsiloba Gleason
556. Miconia drosera (Sagot) Michelang.
557. Miconia dubia (DC.) R. Goldenb.
558. Miconia duckei Cogn.
559. Miconia dudleyi Wurdack
560. Miconia duidae (Gleason) Michelang.
561. Miconia dulcis Jan. M. Burke, Michelang. & K. Grant
562. Miconia dumetosa Cogn.
563. Miconia dunstervillei Wurdack
564. Miconia dura Triana
565. Miconia durandii Michelang. & P. Jørg.
566. Miconia dusenii (Cogn.) R. Goldenb.
567. Miconia ebracteata (Triana) R. Goldenb.
568. Miconia echinata (Griseb.) Judd, Bécquer & Majure
569. Miconia echinocarpa Judd, Bécquer & Majure
570. Miconia ecostata (W. T. Aiton) Sweet ex Triana
571. Miconia ecuadorensis (Gleason) Michelang.
572. Miconia edentula (Gleason) Michelang. & R. Goldenb.
573. Miconia egensis Cogn.
574. Miconia eggersii (Cogn.) comb. ined.
575. Miconia egregia Wurdack
576. Miconia eichleri Cogn.
577. Miconia ekmanii (Urb.) Judd, Bécquer & Majure
578. Miconia elaeagnoides (Sw.) Griseb.
579. Miconia elaeodendron (DC.) Naudin
580. Miconia elaeoides Naudin
581. Miconia elata (Sw.) DC.
582. Miconia elegans Cogn.
583. Miconia elegantissima Becquer & Judd
584. Miconia ellipsoidea (Urb. & Ekman) Ionta, Judd & Skean
585. Miconia ellsworthii Michelang.
586. Miconia elongata Cogn.
587. Miconia elvirae Wurdack
588. Miconia emendata Wurdack
589. Miconia epibaterium (DC.) Michelang.
590. Miconia eremita Uribe
591. Miconia erikasplundii Gamba & Almeda
592. Miconia erikmaniana Skean & Judd
593. Miconia eriocalyx Cogn.
594. Miconia erioclada Triana
595. Miconia eriodonta DC.
596. Miconia erioneura Cogn. ex Rusby
597. Miconia ernstii Wurdack
598. Miconia ernstulei Michelang.
599. Miconia erosa Gleason
600. Miconia erostrata (DC.) R. Goldenb.
601. Miconia erythrantha Naudin
602. Miconia erythrophylla Ule
603. Miconia erythropogon (DC.) Judd & Ionta
604. Miconia espinosae Markgr.
605. Miconia eugenioides Triana
606. Miconia euphorbioides (Naudin) R. Goldenb.
607. Miconia evanescens (Almeda) Gamba & Almeda
608. Miconia expansa Gleason
609. Miconia explicita Wurdack
610. Miconia extinctoria (Humb. & Bonpl.) Michelang.
611. Miconia fabianiana Mabb.
612. Miconia falcata Cogn.
613. Miconia fallacissima (Markgr.) R. Goldenb.
614. Miconia fallax DC.
615. Miconia fanshawei Wurdack
616. Miconia farfanii Jan. M. Burke & Michelang.
617. Miconia farinasii (Wurdack) Michelang.
618. Miconia fasciculata Gardner
619. Miconia fastigiata (Cogn.) R. Goldenb.
620. Miconia fausta (Wurdack) Michelang.
621. Miconia favosa (Desr.) Naudin
622. Miconia faydenii (Hook.) Judd & Skean
623. Miconia fenestrata (Benth.) Michelang.
624. Miconia ferox (Gleason) comb. ined.
625. Miconia ferreyrae Wurdack
626. Miconia ferruginata DC.
627. Miconia ferruginea (Desr.) DC.
628. Miconia fictilis (J. F. Macbr.) Michelang. & R. Goldenb.
629. Miconia filamentosa Gleason
630. Miconia filiformis (Gleason) Michelang.
631. Miconia filisepala (Urb.) Judd, Bécquer & Majure
632. Miconia firma J. F. Macbr.
633. Miconia fissa Gleason
634. Miconia fissinervia (Gleason) Michelang.
635. Miconia flaccida (Brade) comb. ined.
636. Miconia flaccida Gleason
637. Miconia flammea Casar.
638. Miconia flavescens Cogn. ex Britton
639. Miconia flavida Cogn. ex Standl.
640. Miconia flexuosa (Triana) Michelang.
641. Miconia floccosa Cogn.
642. Miconia florbella C. E. Schnell ex Michelang. & R. Goldenb.
643. Miconia floribunda (Bonpl.) DC.
644. Miconia fluminensis Ule
645. Miconia folsomii (Almeda) Almeda
646. Miconia fontanae (Reginato & R. Goldenb.) R. Goldenb.
647. Miconia foreroi (Wurdack) Michelang.
648. Miconia formicaria Gamba & Almeda
649. Miconia formicocollina Michelang.
650. Miconia formicofoliosa Michelang.
651. Miconia formicoheterophylla Michelang.
652. Miconia formicojuruensis Michelang.
653. Miconia formicosetosa Michelang.
654. Miconia formonensis (Judd, Skean & Clase) Judd, Bécquer & Majure
655. Miconia formosa Cogn.
656. Miconia forzzae R. Goldenb. & Hinoshita
657. Miconia fosbergii Wurdack
658. Miconia fosteri Wurdack
659. Miconia foveolata Cogn.
660. Miconia fragilis (Cogn.) comb. ined.
661. Miconia fragilis Naudin
662. Miconia fragrans Cogn.
663. Miconia francavillana Cogn.
664. Miconia fraterna (Gleason) Michelang.
665. Miconia freyreissii (Cogn.) R. Goldenb.
666. Miconia friedmaniorum Almeda & Umaña
667. Miconia friedrichlehmanni R. Goldenb.
668. Miconia frontinoana Cogn. & Gleason
669. Miconia fruticulosa Cogn.
670. Miconia fuertesii Cogn.
671. Miconia fuliginosa Wurdack
672. Miconia fulvostellata L. O. Williams
673. Miconia funckii Wurdack
674. Miconia furfuracea (Vahl) Griseb.
675. Miconia furfurella (Rech.) comb. ined.
676. Miconia galactantha Naudin
677. Miconia galdamesiae Kriebel & Almeda
678. Miconia galeiformis Jan. M. Burke & Michelang.
679. Miconia galeottii (Naudin) Michelang.
680. Miconia garcia-barrigae (Wurdack) Almeda
681. Miconia gardneriana (Cogn.) comb. ined.
682. Miconia gentryi Wurdack
683. Miconia georgebuntingii Michelang.
684. Miconia gibba Markgr.
685. Miconia gigantea Cogn.
686. Miconia gigantophylla (Britton) Michelang.
687. Miconia gilva Cogn.
688. Miconia glaberrima (Schltdl.) Naudin
689. Miconia glabrata Cogn.
690. Miconia glabrifolia Skean, Judd, Majure & Bécquer
691. Miconia glandulifera Cogn.
692. Miconia glanduliflora R. Goldenb. & Michelang.
693. Miconia glandulipetala Ocampo & Almeda
694. Miconia glandulistyla Wurdack
695. Miconia glandulosa (Sw.) Naudin
696. Miconia glaucescens Triana
697. Miconia glazioviana Cogn.
698. Miconia gleasoniana Wurdack
699. Miconia globulifera Naudin
700. Miconia globuliflora (Rich.) Cham. ex Triana
701. Miconia glomerata Triana
702. Miconia glomerulifera Cogn.
703. Miconia glomeruliflora Judd, Bécquer & Majure
704. Miconia gloriosa (Macfad.) Michelang.
705. Miconia glutinosa Cogn.
706. Miconia glyptophylla Wurdack
707. Miconia goldenbergiana Caddah
708. Miconia gonioclada Triana
709. Miconia goniostigma Triana
710. Miconia gonoptera (Gleason) Michelang.
711. Miconia gorzulae (Wurdack) Michelang. & R. Goldenb.
712. Miconia gossypina Triana
713. Miconia goudotii Naudin
714. Miconia graciliflora (Huber) Michelang.
715. Miconia gracilifolia Ionta & Judd
716. Miconia gracilipes (Gleason) Michelang.
717. Miconia gracilis Triana
718. Miconia granatensis (Gleason) Ocampo & Almeda
719. Miconia grandibracteata Judd, Bécquer & Majure
720. Miconia grandidentata Almeda
721. Miconia grandiflora Cogn.
722. Miconia grandifoliata R. Goldenb. & Michelang.
723. Miconia granulata (Urb.) Majure & Judd
724. Miconia granvillei (Wurdack) Michelang.
725. Miconia gratissima Benth. ex Triana
726. Miconia grayana Cogn.
727. Miconia grayumii Almeda
728. Miconia grenadensis (Penneys & Judd) Penneys
729. Miconia griffisii J. F. Macbr.
730. Miconia grisea Cogn.
731. Miconia grisebachiana Bécquer & Michelang.
732. Miconia grossidentata Wurdack
733. Miconia guadalupensis (DC.) Judd, Ionta & Majure
734. Miconia guaiquinimae Wurdack
735. Miconia guajaibonensis Judd, Bécquer & Majure
736. Miconia guatemalensis Cogn. ex Donn. Sm.
737. Miconia guayaquilensis (Bonpl.) D. Don
738. Miconia guianensis (Aubl.) comb. ined.
739. Miconia gynoverrucosa (Reginato) R. Goldenb.
740. Miconia hadrophylla Wurdack
741. Miconia haemantha (Cogn.) Skean, Judd & Majure
742. Miconia haemanthoides Skean, Judd & Majure
743. Miconia hamata Cogn.
744. Miconia hammelii (Almeda) Almeda
745. Miconia hanstuerckheimii Michelang.
746. Miconia harlingii Wurdack
747. Miconia hatschbachii (Brade) R. Goldenb.
748. Miconia haughtii (Gleason) Wurdack
749. Miconia heliotropoides Triana
750. Miconia hematostemon Naudin
751. Miconia hemenostigma Naudin
752. Miconia henripittieri (Kriebel) Michelang.
753. Miconia heptamera (Wurdack) Michelang.
754. Miconia herincquiana (Cogn.) R. Goldenb.
755. Miconia hermogenesii (Baumgratz & D' El Rei Souza) R. Goldenb.
756. Miconia hernandogarciae Humberto Mend. & Idarraga
757. Miconia herpetica DC.
758. Miconia herrerae Gleason
759. Miconia herzogii Cogn.
760. Miconia heterochaeta Wurdack
761. Miconia heteroclita (Naudin) Michelang.
762. Miconia heteromera Naudin
763. Miconia heteronervis (Naudin) Michelang.
764. Miconia heteroneura (Schrank & Mart. ex DC.) Michelang.
765. Miconia heterophylla (Naudin) Gómez
766. Miconia heteroporata (Reginato) R. Goldenb.
767. Miconia heterothrix Gleason & Wurdack
768. Miconia heterotricha Wurdack
769. Miconia hexamera Wurdack
770. Miconia hexapetala Wurdack
771. Miconia hildeana Kriebel & Almeda
772. Miconia hirsuta (Sw.) Judd, Bécquer & Majure
773. Miconia hirsutivena Gleason
774. Miconia hirta Baill.
775. Miconia hirta Cogn.
776. Miconia hirtella Cogn.
777. Miconia hirtellicaulis Ionta & Judd
778. Miconia hirticalyx Judd & Becquer
779. Miconia hirticaulis Skean, Judd & Majure
780. Miconia hirtistyla Majure & Judd
781. Miconia hispaniolica Judd & Majure
782. Miconia hispidula (Cogn.) Judd, Bécquer & Majure
783. Miconia histothrix Wurdack
784. Miconia holosericea (L.) DC.
785. Miconia hondurensis Donn. Sm.
786. Miconia hookeriana Triana
787. Miconia horrida (Cogn.) R. Goldenb.
788. Miconia hospitalis Wurdack
789. Miconia hotteana (Urb. & Ekman) Judd & Ionta
790. Miconia hottensis Ionta, Judd & Skean
791. Miconia howardiana Judd, Salzman & Skean
792. Miconia huanucensis Wurdack
793. Miconia huberi Wurdack
794. Miconia huigrensis Wurdack
795. Miconia humifusa Jan. M. Burke & Michelang.
796. Miconia hutchisonii Wurdack
797. Miconia hybophylla (Urb.) Majure & Judd
798. Miconia hyemalis A. St.-Hil. & Naudin ex Naudin
799. Miconia hygrophila Naudin
800. Miconia hylophila Wurdack
801. Miconia hymenanthera Triana
802. Miconia hymenonervia (Raddi) Cogn.
803. Miconia hyperprasina Naudin
804. Miconia hypioides Urb. & Ekman
805. Miconia hypoglauca (C. Wright ex Griseb.) Judd, Bécquer & Majure
806. Miconia hypoleuca (Benth.) Triana
807. Miconia ibaguensis (Bonpl.) Triana
808. Miconia ibarrae Almeda
809. Miconia icosandra Gleason
810. Miconia idiogena Wurdack
811. Miconia idroboi Wurdack
812. Miconia igniaria Bonpl. ex Naudin
813. Miconia iluensis Wurdack
814. Miconia imbricata Gleason
815. Miconia imitans Wurdack
816. Miconia imparilis (Wurdack) Michelang.
817. Miconia impetiolaris (Sw.) D. Don
818. Miconia impressa (Urb.) Judd, Bécquer & Majure
819. Miconia impressinervis Skean & Judd
820. Miconia inaequalifolia Triana
821. Miconia inaequalis R. Goldenb. & Michelang.
822. Miconia inaequidens (DC.) Naudin
823. Miconia inaequipetiolata Majure & Judd
824. Miconia inamoena Pilg.
825. Miconia inanis Cogn. & Gleason
826. Miconia incachacana Wurdack
827. Miconia incerta (Wurdack) Gamba & Almeda
828. Miconia inconspicua Miq.
829. Miconia incurva Gleason
830. Miconia indicoviolacea Gamba, Almeda & Alvear
831. Miconia ingens Wurdack
832. Miconia innata Gleason
833. Miconia inobsepta (Wurdack) Michelang.
834. Miconia inopinata (Almeda) Almeda
835. Miconia insueta Wurdack
836. Miconia insularis Gleason
837. Miconia intermedia (DC.) Ocampo & Almeda
838. Miconia intonsa (E. Cotton & W. Meier) Michelang.
839. Miconia intricata Triana
840. Miconia inusitata (Wurdack) Michelang. & R. Goldenb.
841. Miconia involucrata (DC.) comb. ined.
842. Miconia ioneura Griseb.
843. Miconia ionopogon (Mart.) R. Goldenb.
844. Miconia irwinii Wurdack
845. Miconia itatiaiae (Wawra) R. Goldenb.
846. Miconia iteophylla Almeda
847. Miconia jahnii Pittier
848. Miconia jaliscana (Standl.) Michelang.
849. Miconia jamesluteynii Michelang.
850. Miconia japuraensis Cogn.
851. Miconia jashaferi Majure & Judd
852. Miconia javorkaeana Borhidi
853. Miconia jefensis Almeda
854. Miconia jentaculorum Wurdack
855. Miconia jimenezii Judd & R. S. Beaman
856. Miconia jitotolana Wurdack
857. Miconia jorgensenii Wurdack
858. Miconia josecuatrecasasii R. Goldenb. & Michelang.
859. Miconia jucunda (DC.) Triana
860. Miconia juddii (Skean) Skean, Judd & Majure
861. Miconia julianii Michelang.
862. Miconia juliansteyermarkii R. Goldenb. & Michelang.
863. Miconia juruensis Pilg.
864. Miconia kappellei Almeda & Kriebel
865. Miconia kappleri Naudin
866. Miconia karlkrugii Majure & Judd
867. Miconia karsticola Judd, Bécquer, Skean & Majure
868. Miconia kavanayensis Wurdack
869. Miconia klotzschii Triana
870. Miconia klugii Gleason
871. Miconia koepckeana Wurdack
872. Miconia kollmannii R. Goldenb. & Reginato
873. Miconia kraenzlinii Cogn.
874. Miconia kriegeriana Baumgratz & Chiaveg.
875. Miconia krugiana (Cogn.) Majure & Judd
876. Miconia krugii (Cogn.) comb. ined.
877. Miconia krugii Cogn.
878. Miconia kuntzei Cogn.
879. Miconia labiakiana R. Goldenb. & C. V. Martin
880. Miconia lacera (Bonpl.) Naudin
881. Miconia lachnoclada Wurdack
882. Miconia laciniata Wurdack
883. Miconia lacunosa (Cogn.) R. Goldenb.
884. Miconia laeta Cogn.
885. Miconia laetivirens Uribe
886. Miconia laevifolia (Gleason) Michelang.
887. Miconia laevigata (L.) DC.
888. Miconia laevipilis Wurdack
889. Miconia lagunensis Ule
890. Miconia lambayequensis Wurdack
891. Miconia lamprarrhena Triana
892. Miconia lamprophylla Triana
893. Miconia lanata (DC.) Triana
894. Miconia lanatifolia Judd, Bécquer & Majure
895. Miconia lanceifolia (Urb.) Ionta, Judd & Skean
896. Miconia lanceolata (Desr.) DC.
897. Miconia lancifolia (Spruce ex Triana) Michelang.
898. Miconia langsdorffii Cogn.
899. Miconia lanuginosa Ruiz & Pav.
900. Miconia lapae (D' El Rei Souza & Baumgratz) R. Goldenb.
901. Miconia lappacea (DC.) Triana
902. Miconia larensis Gleason
903. Miconia lasiocalyx Cogn.
904. Miconia lasiopetala (Cogn.) Almeda
905. Miconia lasiopoda (Benth.) Michelang.
906. Miconia lasiostachya (Cogn.) R. Goldenb.
907. Miconia lasiostyla Gleason
908. Miconia lasseri Gleason
909. Miconia latecrenata (DC.) Naudin
910. Miconia lateriflora Cogn.
911. Miconia latidecurrens Gamba & Almeda
912. Miconia latifolia (D. Don) Naudin
913. Miconia latistigma Cogn.
914. Miconia laurina (D. Don) Naudin
915. Miconia laxa (Cogn.) comb. ined.
916. Miconia laxa Wurdack
917. Miconia laxiflora (Schltdl.) comb. ined.
918. Miconia laxiflora (Schltdl.) Michelang.
919. Miconia laxivenula (Wurdack) Gamba & Almeda
920. Miconia leabiscoriacea R. Goldenb.
921. Miconia leabiswarmingiana R. Goldenb.
922. Miconia leablanchetiana R. Goldenb.
923. Miconia leacalvescens R. Goldenb.
924. Miconia leacapitata R. Goldenb.
925. Miconia leacinnamomifolia R. Goldenb.
926. Miconia leacollina R. Goldenb.
927. Miconia leaconfusa R. Goldenb.
928. Miconia leacongestiflora R. Goldenb.
929. Miconia leacordifolia R. Goldenb.
930. Miconia leacoriacea R. Goldenb.
931. Miconia leacrenata R. Goldenb. & Michelang.
932. Miconia leacuminata R. Goldenb.
933. Miconia leacuneata R. Goldenb.
934. Miconia leadebilis R. Goldenb.
935. Miconia leadentata R. Goldenb.
936. Miconia leadispar R. Goldenb.
937. Miconia leaechinata R. Goldenb.
938. Miconia leaeichleri R. Goldenb.
939. Miconia leaeriocalyx R. Goldenb.
940. Miconia leafallax R. Goldenb.
941. Miconia leaflavescens R. Goldenb.
942. Miconia leafloribunda R. Goldenb.
943. Miconia leafluminensis R. Goldenb.
944. Miconia leafoveolata R. Goldenb.
945. Miconia leafragilis R. Goldenb.
946. Miconia leagracilis R. Goldenb.
947. Miconia leagrayana R. Goldenb.
948. Miconia leahirtella R. Goldenb.
949. Miconia leahumilis R. Goldenb.
950. Miconia leakleinii R. Goldenb.
951. Miconia lealancifolia R. Goldenb.
952. Miconia lealindeniana Michelang. & R. Goldenb.
953. Miconia lealpestris R. Goldenb.
954. Miconia leamarginata R. Goldenb.
955. Miconia leamarkgrafii R. Goldenb.
956. Miconia leamollis R. Goldenb.
957. Miconia leamourae R. Goldenb.
958. Miconia leandroides Cogn. & Gleason
959. Miconia leaneurotricha R. Goldenb.
960. Miconia leaoblongifolia R. Goldenb.
961. Miconia leaorganensis R. Goldenb.
962. Miconia leaovata R. Goldenb.
963. Miconia leapallida R. Goldenb.
964. Miconia leapennipilis R. Goldenb.
965. Miconia leapolychaeta R. Goldenb.
966. Miconia learamboi R. Goldenb.
967. Miconia leariedeliana R. Goldenb.
968. Miconia learigida R. Goldenb.
969. Miconia leasaldanhae R. Goldenb.
970. Miconia leasanguinea R. Goldenb.
971. Miconia leasylvatica R. Goldenb.
972. Miconia leatetragona R. Goldenb.
973. Miconia leatetraptera R. Goldenb.
974. Miconia leathyrsiflora R. Goldenb.
975. Miconia leatomentosa R. Goldenb.
976. Miconia leatrata R. Goldenb.
977. Miconia leatristis R. Goldenb.
978. Miconia leatruncata R. Goldenb.
979. Miconia leaumbellata R. Goldenb.
980. Miconia leavelutina R. Goldenb.
981. Miconia leawarmingiana R. Goldenb.
982. Miconia leblondii Judd & Skean
983. Miconia lechleri Triana
984. Miconia ledifolia (DC.) Naudin
985. Miconia lehmannii Cogn.
986. Miconia leiotricha Wurdack
987. Miconia lennartanderssonii Michelang. & R. Goldenb.
988. Miconia lenticellata Alain
989. Miconia lepidota DC.
990. Miconia leptantha Urb. & Ekman
991. Miconia leptopus (Mart. ex Triana) Michelang. & R. Goldenb.
992. Miconia leticiana (Michelang.) Michelang.
993. Miconia leucocarpa DC.
994. Miconia licrophora Wurdack
995. Miconia liebmannii Cogn.
996. Miconia liesneri Wurdack
997. Miconia ligulata Almeda
998. Miconia ligustrina (Sm.) Triana
999. Miconia ligustroides (DC.) Naudin
1000. Miconia lilacina Triana
1001. Miconia lima (Desr.) M. Gómez
1002. Miconia limbata (Cogn.) R. Goldenb.
1003. Miconia limitaris Wurdack
1004. Miconia limoides (Urb.) Majure & Judd
1005. Miconia lindeniana (Naudin) Gómez
1006. Miconia lindmanii (Urb.) Bécquer
1007. Miconia linearifolia (Cogn.) comb. ined.
1008. Miconia linearis (Gleason) Michelang.
1009. Miconia linneoides (Hook. fil.) Michelang.
1010. Miconia liogieri Bécquer & Michelang.
1011. Miconia lithophila Uribe
1012. Miconia littlei Wurdack
1013. Miconia livida Triana
1014. Miconia loligomorpha (R. Goldenb. & Reginato) R. Goldenb.
1015. Miconia lomensis (Urb.) Michelang.
1016. Miconia lonchophylla Naudin
1017. Miconia longibarbis (DC.) R. Goldenb.
1018. Miconia longibracteata Almeda
1019. Miconia longicollis (Urb. & Cogn.) Judd & Becquer
1020. Miconia longicoma (Cogn.) Ocampo & Almeda
1021. Miconia longicuspidata S. S. Renner & R. Goldenb.
1022. Miconia longicuspis Cogn.
1023. Miconia longidentata Michelang. & W. Meier
1024. Miconia longifolia (Aubl.) DC.
1025. Miconia longipetiolata (Brade) R. Goldenb.
1026. Miconia longiracemosa Gleason
1027. Miconia longisepala Gleason
1028. Miconia longisetosa (Cogn.) comb. ined.
1029. Miconia longisetosa Wurdack
1030. Miconia longispicata Triana
1031. Miconia lorenaensis J.S.Murillo, LondoÃ±o-Ech. & H.David
1032. Miconia lorenzouribei Michelang.
1033. Miconia loretensis Pilg.
1034. Miconia loreyoides Triana
1035. Miconia lourteigiana Wurdack
1036. Miconia loxensis (Bonpl.) DC.
1037. Miconia lucenae R. Goldenb. & Michelang.
1038. Miconia luciana Gleason
1039. Miconia lucianobernardii Michelang.
1040. Miconia lucida Naudin
1041. Miconia luctatoris (Wurdack) R. Goldenb.
1042. Miconia lugonis Wurdack
1043. Miconia lugubris Cogn.
1044. Miconia lundelliana L. O. Williams
1045. Miconia lundellii (Wurdack) Almeda
1046. Miconia lurida Cogn.
1047. Miconia lutea (Cogn.) R. Goldenb.
1048. Miconia luteola Cogn.
1049. Miconia lutescens (Bonpl.) DC.
1050. Miconia luteynii Wurdack
1051. Miconia lutgardae Becquer & Michelang.
1052. Miconia lymanii Wurdack
1053. Miconia macayana Judd & Skean
1054. Miconia macbrydeana Wurdack
1055. Miconia machinazana C. Ulloa & D. A. Neill
1056. Miconia macrandra (C. Wright) comb. ined.
1057. Miconia macrantha Triana
1058. Miconia macrocarpa (Urb. & Ekman) Judd & Ionta
1059. Miconia macrodon (Naudin) Wurdack
1060. Miconia macropetala (R. O. Williams) Michelang.
1061. Miconia macrophysca (Spruce ex Triana) Michelang.
1062. Miconia macropora (Triana) R. Goldenb.
1063. Miconia macroptera (Naudin) Michelang.
1064. Miconia macrosepala (Ule) comb. ined.
1065. Miconia macrosperma (Mart.) Michelang.
1066. Miconia macrothyrsa Benth.
1067. Miconia macrotis Cogn.
1068. Miconia maculata (Urb. & Ekman) Judd, Bécquer & Majure
1069. Miconia macuxi Meirelles, Caddah & R. Goldenb.
1070. Miconia madisonii Wurdack
1071. Miconia madrensis Standl.
1072. Miconia maestrensis Judd, Bécquer & Majure
1073. Miconia magdalenae Triana
1074. Miconia magdalenensis (Brade) R. Goldenb.
1075. Miconia magnifolia Gamba & Almeda
1076. Miconia magnipetala (R. Goldenb. & E. A. Camargo) R. Goldenb.
1077. Miconia maguirei Gleason
1078. Miconia mailyniae Humberto Mend. & Aguirre-Santoro
1079. Miconia majalis Cogn.
1080. Miconia malatestae J. F. Macbr.
1081. Miconia manarae (Wurdack) Michelang.
1082. Miconia manauara R. Goldenb., Caddah & Michelang.
1083. Miconia mandonii Cogn. ex Britton
1084. Miconia manicata Cogn. & Gleason
1085. Miconia manserichensis (Wurdack) Michelang.
1086. Miconia mansfeldiana Urb. & Ekman
1087. Miconia mantuensis (Britton & P. Wilson) Becquer
1088. Miconia mapirensis Gleason
1089. Miconia marahuacensis (Wurdack) Michelang.
1090. Miconia marginata Triana
1091. Miconia mariae Wurdack
1092. Miconia marigotiana (Urb. & Ekman) Majure & Judd
1093. Miconia maroana Wurdack
1094. Miconia martiniana Gleason
1095. Miconia martinicensis Cogn.
1096. Miconia matthaei Naudin
1097. Miconia mattogrossensis Hoehne
1098. Miconia mattosii (Baumgratz & D' El Rei Souza) R. Goldenb.
1099. Miconia matudae (L. O. Williams) Michelang.
1100. Miconia mavacana (Wurdack) Michelang.
1101. Miconia maximilianea DC.
1102. Miconia maximowicziana Cogn.
1103. Miconia mayarensis (Urb.) Becquer & Michelang.
1104. Miconia mayeta (D. Don) Michelang.
1105. Miconia mazanana J. F. Macbr.
1106. Miconia mazatecana de Santiago
1107. Miconia mcphersonii Almeda & Penneys
1108. Miconia mcvaughii Wurdack
1109. Miconia media (D. Don) Naudin
1110. Miconia mediocris Wurdack
1111. Miconia medusa Gleason
1112. Miconia megalantha Gleason
1113. Miconia melanodesma (Naudin) Michelang. & R. Goldenb.
1114. Miconia melanophylla (Spreng.) comb. ined.
1115. Miconia melanotricha (Triana) Gleason
1116. Miconia melastomoides (Raddi) R. Goldenb.
1117. Miconia melinonis Naudin
1118. Miconia mellina DC.
1119. Miconia membranacea Triana
1120. Miconia mendoncae Cogn.
1121. Miconia meridensis Triana
1122. Miconia meridionalis (D' El Rei Souza) R. Goldenb.
1123. Miconia mesmeana Gleason
1124. Miconia mesoamericana Michelang.
1125. Miconia metallica (Naudin) Triana
1126. Miconia mexicana (Bonpl.) Naudin
1127. Miconia micarensis (Urb.) comb. ined.
1128. Miconia micayana Wurdack
1129. Miconia michelangeliana R. Goldenb. & L. Kollmann
1130. Miconia miconiastrum (Naudin) R. Goldenb.
1131. Miconia micrantha Cogn.
1132. Miconia microdictya (Urb. & Ekman) Skean, Judd & Majure
1133. Miconia microflora R. Goldenb. & Michelang.
1134. Miconia micropetala Cogn.
1135. Miconia microphylla (Wright) Gómez
1136. Miconia microphysca Michelang.
1137. Miconia microstachya (Naudin) R. Goldenb.
1138. Miconia microthyrsa (R. O. Williams) Michelang.
1139. Miconia miguelfuertesii Ionta & Judd
1140. Miconia milesmorganii J. F. Macbr.
1141. Miconia militis Wurdack
1142. Miconia mimica Gleason
1143. Miconia minor (Urb.) comb. ined.
1144. Miconia minuta Gleason
1145. Miconia minutiflora (Triana) Cogn.) comb.ined.
1146. Miconia minutiflora (Bonpl.) DC.
1147. Miconia miocarpa Naudin
1148. Miconia mirabilis (Aubl.) L. O. Williams
1149. Miconia mituana Wurdack
1150. Miconia moana (Borhidi & O. Muñiz) Bécquer & Michelang.
1151. Miconia mocquerysii Wurdack
1152. Miconia modica J. F. Macbr.
1153. Miconia moensis (Britton) Alain
1154. Miconia molesta Cogn.
1155. Miconia molinopampana Wurdack
1156. Miconia mollicula Triana
1157. Miconia mollis Triana
1158. Miconia molybdea Naudin
1159. Miconia monantha (L. O. Williams) Michelang.
1160. Miconia monciona Urb. & Ekman
1161. Miconia monocephala Urb.
1162. Miconia monopleura (Urb.) Becquer & Majure
1163. Miconia monteleagreana (Cogn.) Michelang.
1164. Miconia monzoniensis Cogn.
1165. Miconia moorei Wurdack
1166. Miconia morichensis (Wurdack) Michelang.
1167. Miconia morii Almeda
1168. Miconia mornicola A. C. Nicolson
1169. Miconia mortoniana (Standl.) Michelang.
1170. Miconia mosenii (Cogn.) comb. ined.
1171. Miconia mouraei Cogn.
1172. Miconia mulleola Wurdack
1173. Miconia multiflora Cogn. ex Britton
1174. Miconia multiglandulosa Cogn.
1175. Miconia multinervia Cogn.
1176. Miconia multiplinervia Cogn.
1177. Miconia multisetosa (Cogn.) R. Goldenb.
1178. Miconia multispicata Naudin
1179. Miconia munchicana (Lozano & N.Ruiz-R.) Almeda & Alvear
1180. Miconia munizii (Borhidi) Ionta & Becquer
1181. Miconia muricata (D. Don) Triana
1182. Miconia muriculata (Almeda) Michelang. & Almeda
1183. Miconia mutabilis (DC.) Triana
1184. Miconia mutisiana Markgr.
1185. Miconia myriantha Benth.
1186. Miconia myriasporoides (Triana) comb. ined.
1187. Miconia myrmecina (Gleason) Michelang.
1188. Miconia myrmecodomatia Michelang.
1189. Miconia myrtillifolia Naudin
1190. Miconia namandensis Wurdack
1191. Miconia nambyquarae Hoehne
1192. Miconia nanayensis (Wurdack) R. Goldenb. & Michelang.
1193. Miconia nanopetala R. Goldenb. & Michelang.
1194. Miconia nanophylla Judd, Bécquer & Majure
1195. Miconia napoana Wurdack
1196. Miconia nasella Wurdack
1197. Miconia navasensis (Britton & P. Wilson) Ionta & Becquer
1198. Miconia navicularis (Brade) R. Goldenb.
1199. Miconia navifolia Ionta, Judd & Skean
1200. Miconia navioensis Wurdack
1201. Miconia neblinae (Wurdack) Michelang.
1202. Miconia neblinensis Wurdack
1203. Miconia nebulensis Michelang.
1204. Miconia neei Jan. M. Burke & Michelang.
1205. Miconia neglecta (Brade) R. Goldenb.
1206. Miconia nematophora Urb. & Ekman
1207. Miconia neoamygdalina Skean, Judd & Majure
1208. Miconia neocalcarata Michelang.
1209. Miconia neocoloradensis Almeda
1210. Miconia neocordata Michelang.
1211. Miconia neocoronata Gamba & Almeda
1212. Miconia neocrugeriana Michelang.
1213. Miconia neoepiphytica Michelang.
1214. Miconia neolanuginosa Almeda
1215. Miconia neomicrantha Judd & Skean
1216. Miconia neopectinata Almeda
1217. Miconia neopilosa Michelang.
1218. Miconia neosecunda Ocampo & Almeda
1219. Miconia neosecundiflora Ocampo & Almeda
1220. Miconia neourceolata Michelang.
1221. Miconia neriifolia Triana
1222. Miconia nervosa (Sm.) Triana
1223. Miconia nervosissima Michelang. & R. Goldenb.
1224. Miconia neurotricha Cogn.
1225. Miconia nianga (DC.) R. Goldenb.
1226. Miconia niangaeformis (Cogn.) R. Goldenb.
1227. Miconia niederleinii (Cogn.) R. Goldenb.
1228. Miconia nigricans Cogn.
1229. Miconia nigripes Cogn. & Gleason
1230. Miconia nipensis (Britton & P. Wilson) Ionta & Becquer
1231. Miconia nitens Benth.
1232. Miconia nitida (D. Don) Naudin
1233. Miconia nitidissima Cogn.
1234. Miconia nobilis Gleason
1235. Miconia nodosa Cogn.
1236. Miconia norandina Michelang.
1237. Miconia nordestina R. Goldenb. & E. C. O. Chagas
1238. Miconia norlindii (Urb.) Majure & Judd
1239. Miconia notabilis Triana
1240. Miconia novemnervia Naudin
1241. Miconia nubicola Proctor
1242. Miconia nutans Donn. Sm.
1243. Miconia nutans (Cogn.) comb. ined.
1244. Miconia nystroemii Ekman
1245. Miconia obconica Gleason & Wurdack
1246. Miconia obliqua Gleason
1247. Miconia oblonga (Gleason) Michelang.
1248. Miconia oblongifolia Cogn.
1249. Miconia obovata Triana
1250. Miconia obscura (Bonpl.) Naudin
1251. Miconia obtusa (Griseb.) Triana
1252. Miconia obtusifolia (Cogn.) Skean, Judd & Majure
1253. Miconia ocampensis Skean, Judd & Majure
1254. Miconia ochracea Triana
1255. Miconia octona (Bonpl.) Judd & Majure
1256. Miconia octopetala Cogn.
1257. Miconia odoratissima L. A. Cárdenas
1258. Miconia oellgaardii E. Cotton
1259. Miconia oerstediana (O. Berg ex Triana) Michelang.
1260. Miconia oinochrophylla Donn. Sm.
1261. Miconia oldemanii Wurdack
1262. Miconia oleifolia (Griseb.) M. Gómez
1263. Miconia oligantha Wurdack
1264. Miconia oligocephala Donn. Sm.
1265. Miconia oligochaeta (Cham.) R. Goldenb.
1266. Miconia oligotricha (DC.) Naudin
1267. Miconia ombrophila Wurdack
1268. Miconia omissa Becquer & Michelang.
1269. Miconia onaensis Wurdack
1270. Miconia onychocalyx Gilli
1271. Miconia oocarpa (A. Gray) R. Goldenb.
1272. Miconia opaca (Brade) R. Goldenb.
1273. Miconia opacifolia J. F. Macbr.
1274. Miconia oraria Wurdack
1275. Miconia orcheotoma Naudin
1276. Miconia oreogena Wurdack
1277. Miconia orescia Uribe
1278. Miconia organensis Gardner
1279. Miconia ortizae (Kriebel) Michelang.
1280. Miconia osaensis Aguilar, Kriebel & Almeda
1281. Miconia ossaeifolia Urb. & Ekman
1282. Miconia ossaeiformis Naudin
1283. Miconia ossaeoides (Naudin) Michelang. & Tiernan
1284. Miconia ostentata (Wurdack) Michelang.
1285. Miconia ostrina (Gleason) Michelang.
1286. Miconia ottikeri J. F. Macbr.
1287. Miconia ottobuchtienii Michelang. & R. Goldenb.
1288. Miconia ottoschmidtii (Urb.) Majure & Judd
1289. Miconia ovalifolia Cogn.
1290. Miconia ovata Cogn.
1291. Miconia ovatifolia (Urb.) Judd, Bécquer & Majure
1292. Miconia oxyura (Naudin) Michelang.
1293. Miconia pachyantha Becquer
1294. Miconia pachydonta Gleason
1295. Miconia pachyphylla Cogn.
1296. Miconia pachystachya (Wurdack) Michelang.
1297. Miconia paeminosa Wurdack
1298. Miconia pagnolensis Majure & Judd
1299. Miconia pailasana Wurdack
1300. Miconia pakaraimae (Wurdack) Michelang.
1301. Miconia palcazuana Michelang. & R. Goldenb.
1302. Miconia paleacea Cogn.
1303. Miconia paleaciramis Michelang. & R. Goldenb.
1304. Miconia palenquensis (Wurdack) Gamba & Almeda
1305. Miconia paludigena Wurdack
1306. Miconia pandurata Triana
1307. Miconia paniculata (DC.) Naudin
1308. Miconia papillata (Cogn.) R. Goldenb.
1309. Miconia papillopetala Kriebel & Almeda
1310. Miconia papillosa (Desr.) Naudin
1311. Miconia papillosperma R. Goldenb. & Michelang.
1312. Miconia paradisica Wurdack
1313. Miconia paradoxa (Mart. ex DC.) Triana
1314. Miconia paraguayensis (Steud.) comb. ined.
1315. Miconia paraguayensis Cogn.
1316. Miconia paralimoides Majure & Judd
1317. Miconia paralongicollis (Judd, Ionta, Clase & Skean) Judd & Becquer
1318. Miconia parasitica (O. Berg ex Triana) R. Goldenb.
1319. Miconia parvifolia (Cogn.) comb. ined.
1320. Miconia parvifolia Cogn.
1321. Miconia paspaloides Gleason
1322. Miconia pastazana Wurdack
1323. Miconia pastoensis Triana
1324. Miconia paucartambensis Jan. M. Burke & Michelang.
1325. Miconia paucidens DC.
1326. Miconia paulina (DC.) R. Goldenb.
1327. Miconia pauloensis (Hoehne) comb. ined.
1328. Miconia paupercula (Naudin) Triana
1329. Miconia pausana Wurdack
1330. Miconia pavoniana Naudin
1331. Miconia pectinata (Cogn.) R. Goldenb.
1332. Miconia pedicellata Cogn.
1333. Miconia pedunculata Majure & Judd
1334. Miconia peltata Almeda
1335. Miconia peltifolia R. Goldenb. & Michelang.
1336. Miconia pendula Umaña & Almeda
1337. Miconia penduliflora Cogn.
1338. Miconia penicillata Gleason
1339. Miconia penninervis (Griseb.) M. Gómez
1340. Miconia penningtonii Wurdack
1341. Miconia pennipilis Cogn.
1342. Miconia pentlandii Naudin
1343. Miconia pepericarpa DC.
1344. Miconia perclara Michelang.
1345. Miconia perelegans Urb.
1346. Miconia perezii (Alain) Bécquer & Michelang.
1347. Miconia pergamentacea Cogn.
1348. Miconia perijensis Wurdack
1349. Miconia pernettifolia Triana
1350. Miconia perobscura Wurdack
1351. Miconia persicariifolia Cogn. ex Britton
1352. Miconia perturbata Wurdack
1353. Miconia petersonii Urb.
1354. Miconia petiolaris (Schltdl.) Michelang.
1355. Miconia petiolata (DC.) Michelang.
1356. Miconia petroniana Cogn. & Saldanha ex Cogn.
1357. Miconia petropolitana Cogn.
1358. Miconia phaeochaeta Wurdack
1359. Miconia phaeophylla Triana
1360. Miconia phaeotricha Naudin
1361. Miconia phanerostila Pilg.
1362. Miconia phelpsiae (Gleason) R. Goldenb. & Michelang.
1363. Miconia phlebodes Wurdack
1364. Miconia phrynosomaderma Majure & Judd
1365. Miconia pichinchensis Benth.
1366. Miconia picinguabensis R. Goldenb. & A. B. Martins
1367. Miconia pierreboissieriana R. Goldenb.
1368. Miconia pilaloensis Wurdack
1369. Miconia pileata Schrank & C. Mart. ex DC.
1370. Miconia pilifera (Urb.) Ionta & Becquer
1371. Miconia pilonensis (Wurdack) R. Goldenb.
1372. Miconia pilosa (Sw.) Judd & Ionta
1373. Miconia pilosissima (Cogn.) R. Goldenb.
1374. Miconia pinetorum (Alain) comb. ined.
1375. Miconia piperifolia Triana
1376. Miconia piperilamina Michelang.
1377. Miconia pisinna Wurdack
1378. Miconia pisinniflora Wurdack
1379. Miconia pittieri Cogn.
1380. Miconia planifilamentosa (Brade) R. Goldenb.
1381. Miconia platyphylla (Benth.) L. O. Williams
1382. Miconia platypoda Gleason
1383. Miconia pleiocrassifolia R. Goldenb.
1384. Miconia pleiofluminensis R. Goldenb. & Michelang.
1385. Miconia pleioglazioviana R. Goldenb.
1386. Miconia pleiomagdalenensis R. Goldenb.
1387. Miconia pleiomicrantha R. Goldenb.
1388. Miconia pleioparvifolia R. Goldenb.
1389. Miconia pleiorosea R. Goldenb.
1390. Miconia pleiosetulosa R. Goldenb.
1391. Miconia plena Gleason
1392. Miconia plethorica Naudin
1393. Miconia plicata (Griseb.) Gómez
1394. Miconia plicatifolia Skean, Judd & Majure
1395. Miconia plukenetii Naudin
1396. Miconia plumifera Triana
1397. Miconia poecilantha Uribe
1398. Miconia poeppigii Triana
1399. Miconia poiretii (Griseb.) M. Gómez
1400. Miconia polita Gleason
1401. Miconia polyadena (Ule) R. Goldenb. & Michelang.
1402. Miconia polyandra Gardner
1403. Miconia polychaeta Wurdack
1404. Miconia polyflora Skean, Judd & Majure
1405. Miconia polygama Cogn. ex Britton
1406. Miconia polyneura Triana
1407. Miconia polystachya (Naudin) R. Goldenb.
1408. Miconia polystachya (Naudin) comb. ined.
1409. Miconia polytopica Wurdack
1410. Miconia poortmannii (Cogn.) Wurdack
1411. Miconia popayanensis Wurdack
1412. Miconia porphyrotricha (Markgr.) Wurdack
1413. Miconia portogallensis J. R. Santiago & F. A. Michelang.
1414. Miconia portoricensis (Alain) Ionta, Judd & Skean
1415. Miconia povedae Kriebel & Oviedo
1416. Miconia pozoensis Wurdack
1417. Miconia pozuzoana L. A. Cárdenas & Michelang.
1418. Miconia prancei Wurdack
1419. Miconia prasina (Sw.) DC.
1420. Miconia prasinifolia Gleason
1421. Miconia pratensis Judd, Bécquer & Majure
1422. Miconia prietoi Wurdack
1423. Miconia proctorii Judd
1424. Miconia procumbens (Gleason) Wurdack
1425. Miconia prominens Wurdack
1426. Miconia protuberans Wurdack
1427. Miconia pseudoalternifolia Michelang.
1428. Miconia pseudoaplostachya Cogn.
1429. Miconia pseudocapsularis Wurdack
1430. Miconia pseudocentrophora Cogn.
1431. Miconia pseudodebilis Michelang.
1432. Miconia pseudoeichleri Cogn.
1433. Miconia pseudofloribunda (Bécquer) Bécquer & Michelang.
1434. Miconia pseudonervosa Cogn.
1435. Miconia pseudopedicellata Judd & Becquer
1436. Miconia pseudopinetorum (Borhidi & O. Muñiz) Judd, Bécquer & Majure
1437. Miconia pseudoradula Cogn. & Gleason
1438. Miconia pseudorigida Proctor
1439. Miconia psychrophila Naudin
1440. Miconia pterocaulon Triana
1441. Miconia pteroclada Urb.
1442. Miconia pterosepala Urb.
1443. Miconia puberula Cogn.
1444. Miconia pubescens (Gleason) Michelang.
1445. Miconia pubicalyx Gleason
1446. Miconia pubipetala Miq.
1447. Miconia pubistyla (Wurdack) R. Goldenb.
1448. Miconia pujana Markgr.
1449. Miconia pulchra (Cham. ex A. Gray) comb. ined.
1450. Miconia pulchra Cogn.
1451. Miconia pulgari J. F. Macbr.
1452. Miconia pulverata Judd, Bécquer & Majure
1453. Miconia pulverulenta Ruiz & Pav.
1454. Miconia pulvinata Gleason
1455. Miconia punctata (Desr.) D. Don
1456. Miconia punctibullata M. E. Morales, Michelang. & F. González
1457. Miconia punicea Wurdack
1458. Miconia puracensis Wurdack
1459. Miconia purpurea (D. Don) Judd & Skean
1460. Miconia purpureovillosa (Hoehne) R. Goldenb.
1461. Miconia purpureoviolacea (Cogn.) Michelang.
1462. Miconia purpuriflora Michelang. & R. Goldenb.
1463. Miconia purulensis Donn. Sm.
1464. Miconia pusilliflora (DC.) Naudin
1465. Miconia pustulata Naudin
1466. Miconia pycnantha (Urb. & Ekman) Ionta, Judd & Skean
1467. Miconia pycnaster (Tutin) Michelang.
1468. Miconia pycnoneura Urb.
1469. Miconia pyramidalis (Desr.) DC.
1470. Miconia pyrifolia Naudin
1471. Miconia pyxidata (Proctor) Michelang.
1472. Miconia quadrangularis (Sw.) Naudin
1473. Miconia quadrialata S. S. Renner & S. Beck
1474. Miconia quadricaulis Michelang.
1475. Miconia quadridomius Gamba & Almeda
1476. Miconia quadrifolia Naudin
1477. Miconia quadripora Wurdack
1478. Miconia quadrisulca Ocampo & Almeda
1479. Miconia quinquedentata (DC.) R. Goldenb.
1480. Miconia quinquenervia (Mill.) Gamba & Almeda
1481. Miconia quinquenodis (DC.) R. Goldenb.
1482. Miconia quintuplinervia Cogn.
1483. Miconia rabenii Cogn.
1484. Miconia racemifera (DC.) Triana
1485. Miconia racemosa (Aubl.) DC.
1486. Miconia raddii R. Goldenb.
1487. Miconia radicans (Cogn. ex Donn. Sm.) Gamba & Almeda
1488. Miconia radula Cogn.
1489. Miconia radulifolia (Benth.) Naudin
1490. Miconia raggiana (Michelang.) Michelang.
1491. Miconia raimondiana R. Goldenb. & Michelang.
1492. Miconia ramboi (Brade) comb. ined.
1493. Miconia ramboi Brade
1494. Miconia ramosissimum (Urb. & Ekman) comb. ined.
1495. Miconia rariflora (Humb. & Bonpl.) Michelang.
1496. Miconia rava Wurdack
1497. Miconia ravenii Wurdack
1498. Miconia reburrosa Wurdack
1499. Miconia reclinata (Bonpl.) Naudin
1500. Miconia recondita Wurdack
1501. Miconia reducens Triana
1502. Miconia reflexa (Gleason) Michelang.
1503. Miconia reflexipila Wurdack
1504. Miconia refracta (Cogn.) R. Goldenb.
1505. Miconia regelii Cogn.
1506. Miconia reitziana (Cogn. & Gleason) Gamba & Almeda
1507. Miconia reitzii (Wurdack) R. Goldenb.
1508. Miconia remotiflora Urb.
1509. Miconia renatogoldenbergii Meirelles & Bacci
1510. Miconia renatoi Gamba & Almeda
1511. Miconia renneri E. Cotton
1512. Miconia repens (Triana) Michelang.
1513. Miconia reptans (R. Goldenb. & Reginato) R. Goldenb.
1514. Miconia resima Naudin
1515. Miconia resimoides Cogn.
1516. Miconia resinosa (Gleason) Michelang.
1517. Miconia reticulata Triana
1518. Miconia reticulatovenosa Judd, Bécquer & Majure
1519. Miconia retropila (DC.) Ocampo & Almeda
1520. Miconia retusa Pilg.
1521. Miconia reversa (DC.) Ocampo & Almeda
1522. Miconia revolutifolia Skean, Judd & Majure
1523. Miconia rhamnifolia (Naudin) Ocampo & Almeda
1524. Miconia rheophytica Posada-Herrera & Almeda
1525. Miconia rhodantha Wurdack
1526. Miconia rhodopetala (Donn. Sm.) Michelang.
1527. Miconia rhodopogon (DC.) R. Goldenb.
1528. Miconia rhombifolia Alain
1529. Miconia rhomboidea (Urb. & Ekman) Skean & Judd
1530. Miconia rhonhofiae Markgr.
1531. Miconia rhytidophylla Naudin
1532. Miconia ribesiiflora (Cham.) R. Goldenb.
1533. Miconia ricardoi Kriebel & Almeda
1534. Miconia richardsprucei Michelang.
1535. Miconia riedeliana (Triana) R. Goldenb.
1536. Miconia rigens Naudin
1537. Miconia rigida (Sw.) Triana
1538. Miconia rigidissima Urb. & Ekman
1539. Miconia rimachii Wurdack
1540. Miconia rimalis Naudin
1541. Miconia rimbachii Wurdack
1542. Miconia riograndensis (Brade) R. Goldenb.
1543. Miconia riparia Triana
1544. Miconia rivalis Wurdack
1545. Miconia rivetii Danguy & Cherm.
1546. Miconia robinsoniana Cogn.
1547. Miconia robusta Cogn.
1548. Miconia rodriguezii (Almeda) Almeda
1549. Miconia rondoniensis Meirelles & R. Goldenb.
1550. Miconia ronliesneri Michelang.
1551. Miconia roraimensis Ule
1552. Miconia rosea Gleason
1553. Miconia roseopetala Michelang.
1554. Miconia rosmarinifolia (Griseb.) Gómez
1555. Miconia rotundifolia (D. Don) Naudin
1556. Miconia rubella (Raddi) R. Goldenb.
1557. Miconia rubens (Sw.) Naudin
1558. Miconia rubens (Borhidi) comb. ined.
1559. Miconia rubescens (Triana) Gamba & Almeda
1560. Miconia rubida (Cogn.) R. Goldenb.
1561. Miconia rubiginosa (Bonpl.) DC.
1562. Miconia rubra (Aubl.) Mabb.
1563. Miconia rubricans Triana
1564. Miconia rubrinervis (Naudin) Judd & Becquer
1565. Miconia rubripetala Michelang.
1566. Miconia rubripila (Cogn.) Judd & Ionta
1567. Miconia rubrisetulosa Ionta, Judd & Skean
1568. Miconia ruddae (Wurdack) Michelang.
1569. Miconia rufa (Griseb.) Triana
1570. Miconia rufescens (Aubl.) DC.
1571. Miconia rufibarbis (Triana) Gamba & Almeda
1572. Miconia ruficalyx Gleason
1573. Miconia ruficaulis Ionta & Becquer
1574. Miconia rufinervis Judd
1575. Miconia rufipila Triana
1576. Miconia rufiramea Wurdack
1577. Miconia rufistellata Judd & Majure
1578. Miconia rufoalpestris Skean, Judd & Majure
1579. Miconia rufostellulata Pittier
1580. Miconia rugifolia Triana
1581. Miconia rugosa Triana
1582. Miconia ruizii Naudin
1583. Miconia ruizteranii Wurdack
1584. Miconia rupestris Ule
1585. Miconia rupicola Gleason
1586. Miconia rupticalyx Wurdack
1587. Miconia rusbyana Cogn. ex Britton
1588. Miconia ruschiana Caddah & R. Goldenb.
1589. Miconia russea Wurdack
1590. Miconia rzedowskii de Santiago
1591. Miconia sabiaensis (Brade) R. Goldenb.
1592. Miconia sagotiana Cogn.
1593. Miconia saldanhae Cogn.
1594. Miconia salebrosa Wurdack
1595. Miconia salicifolia (Bonpl. ex Naudin) Naudin
1596. Miconia salicina (Ser. ex DC.) Mabb.
1597. Miconia saltuensis Wurdack
1598. Miconia samanensis Urb.
1599. Miconia sancti-philippi Naudin
1600. Miconia sandemanii Wurdack
1601. Miconia sandwithii (Wurdack) Michelang.
1602. Miconia sanguinea (D. Don) Triana
1603. Miconia santanana Judd & Skean
1604. Miconia santaremensis Wurdack
1605. Miconia santaritensis Almeda
1606. Miconia santoslimae (Brade) R. Goldenb.
1607. Miconia sarmentosa Cogn.
1608. Miconia sastrei Wurdack
1609. Miconia saulensis (Wurdack) Michelang.
1610. Miconia savannarum R. O. Williams
1611. Miconia saxatilis J. F. Macbr.
1612. Miconia saxicola Brandegee
1613. Miconia scaberrima Judd, Bécquer & Majure
1614. Miconia scabra Cogn.
1615. Miconia scabrosa (L.) Ionta, Judd & Skean
1616. Miconia scalpta (Vent.) Ionta, Judd & Skean
1617. Miconia schippii Standl.
1618. Miconia schlechtendalii Cogn.
1619. Miconia schlimii Triana
1620. Miconia schnellii Wurdack
1621. Miconia schunkei Wurdack
1622. Miconia schwackei (Cogn.) comb. ined.
1623. Miconia schwackei Cogn.
1624. Miconia sciaphila Judd & Ionta
1625. Miconia sciurea Uribe
1626. Miconia sclerophylla Triana
1627. Miconia scopulina (Brandegee) Michelang.
1628. Miconia scutata Gleason
1629. Miconia secuncaquetana Ocampo & Almeda
1630. Miconia secunda R. A. Howard & E. A. Kellogg
1631. Miconia secundiflora Cogn.
1632. Miconia secundifolia Cogn.
1633. Miconia secundivaricata Ocampo & Almeda
1634. Miconia secundo-angustifolia M. Gómez
1635. Miconia secundo-lanceolata Gómez
1636. Miconia secunfrancavillana Ocampo & Almeda
1637. Miconia secungrandifolia Ocampo & Almeda
1638. Miconia secunlongisepala Ocampo & Almeda
1639. Miconia secunmacdanielii Ocampo & Almeda
1640. Miconia secunmaguirei Ocampo & Almeda
1641. Miconia secunmexicana Ocampo & Almeda
1642. Miconia secunneblinensis Ocampo & Almeda
1643. Miconia secunpastazana Ocampo & Almeda
1644. Miconia secunpetiolaris Ocampo & Almeda
1645. Miconia secunretropila Ocampo & Almeda
1646. Miconia secunrotundifolia Ocampo & Almeda
1647. Miconia secunsanguinea Ocampo & Almeda
1648. Miconia selleana Urb. & Ekman
1649. Miconia sellowiana Naudin
1650. Miconia semijuga (Gleason) Michelang.
1651. Miconia semisterilis Gleason
1652. Miconia seposita Wurdack
1653. Miconia septentrionalis Judd & R. S. Beaman
1654. Miconia septuplinervia (Cogn.) Judd & Ionta
1655. Miconia serialis DC.
1656. Miconia sericea (D. Don) Michelang.
1657. Miconia serpens (Triana) Michelang.
1658. Miconia serraniaguensis Almeda & Alvear
1659. Miconia serrulata (DC.) Naudin
1660. Miconia sessiliflora (Naudin) Michelang.
1661. Miconia sessiliflora (Cogn.) comb. ined.
1662. Miconia sessilifolia Naudin
1663. Miconia sessilis Gamba & Almeda
1664. Miconia seticaulis Wurdack
1665. Miconia setifera (Pilg.) Michelang.
1666. Miconia setimarginata Pittier
1667. Miconia setosa Wurdack
1668. Miconia setosociliata Cogn.
1669. Miconia setulosa Cogn.
1670. Miconia shaferi Cogn.
1671. Miconia shattuckii Standl.
1672. Miconia shepherdii R. Goldenb. & Reginato
1673. Miconia siapensis (Wurdack) Michelang.
1674. Miconia silicicola Gleason
1675. Miconia silverstonei Wurdack
1676. Miconia silvicola (Gleason) Michelang.
1677. Miconia silviphila Michelang.
1678. Miconia simplex Triana
1679. Miconia simplicicaulis (Naudin) R. Goldenb.
1680. Miconia simpsonii (Wurdack) Michelang.
1681. Miconia sintenisii Cogn.
1682. Miconia skeaniana Judd
1683. Miconia skutchiana Michelang.
1684. Miconia smaragdina Naudin
1685. Miconia smithii Cogn. ex Gleason
1686. Miconia sneidernii Wurdack
1687. Miconia sodiroi Wurdack
1688. Miconia solearis (Naudin) Gamba & Almeda
1689. Miconia solenifera (Cogn.) Ocampo & Almeda
1690. Miconia sordida Triana
1691. Miconia sororopana Michelang.
1692. Miconia spadiciflora (Triana) Michelang.
1693. Miconia spanantha Judd & Majure
1694. Miconia sparrei Wurdack
1695. Miconia sparsisetulosa (Hoehne) R. Goldenb.
1696. Miconia spatellophora Gleason
1697. Miconia speciosa (A. St.-Hil. & Naudin) Naudin
1698. Miconia spectabilis (Gleason) Michelang.
1699. Miconia spennerostachya Naudin
1700. Miconia sphaerocarpa (Cogn.) R. Goldenb.
1701. Miconia sphagnicola Urb. & Ekman
1702. Miconia spicata (Aubl.) Gamba & Almeda
1703. Miconia spicellata Bonpl. ex Naudin
1704. Miconia spichigeri Wurdack
1705. Miconia spiciformis Gamba & Almeda
1706. Miconia spinulidentata Cogn. & Gleason
1707. Miconia spinulosa Naudin
1708. Miconia spireaefolia Triana
1709. Miconia splendens (Sw.) Griseb.
1710. Miconia sprucei Triana
1711. Miconia squamulosa (Sm.) Triana
1712. Miconia stahlii (Cogn.) M. Gómez
1713. Miconia staminea (Desr.) DC.
1714. Miconia staphidioides (Naudin) Triana
1715. Miconia steinbachii Markgr.
1716. Miconia stellata (DC.) Gómez
1717. Miconia stelligera Cogn.
1718. Miconia stellulata Gleason
1719. Miconia stellulitricha R. Goldenb. & Michelang.
1720. Miconia stenobotrys (Rich.) Naudin
1721. Miconia stenocardia Cogn.
1722. Miconia stenopetala Griseb.
1723. Miconia stenophylla Wurdack
1724. Miconia stenoptera (Gleason) Michelang.
1725. Miconia stenostachya (Schrank & C. Mart.) DC.
1726. Miconia stenourea Triana
1727. Miconia stephananthera Ule
1728. Miconia stephanotricha (Naudin) Michelang.
1729. Miconia stephentillettii Michelang.
1730. Miconia sterilis Gleason
1731. Miconia stevensiana Almeda
1732. Miconia steyermarkii Gleason
1733. Miconia stipitata Gleason
1734. Miconia stipularis Naudin
1735. Miconia striata (M. Vahl) Cogn.
1736. Miconia strigilliflora (Naudin) R. Goldenb.
1737. Miconia strigillosa (Sw.) Judd & Ionta
1738. Miconia strigosa (Triana) Wurdack
1739. Miconia stylosa Cogn.
1740. Miconia suaveolens Wurdack
1741. Miconia subalpina Gleason
1742. Miconia subandicola Wurdack
1743. Miconia subciliata DC.
1744. Miconia subcompressa Urb.
1745. Miconia subcordata Cogn.
1746. Miconia subcrustulata Beurl.
1747. Miconia suberosa Meirelles & R. Goldenb.
1748. Miconia subglabra Cogn.
1749. Miconia subhirsuta (DC.) M. Gómez
1750. Miconia sublanata (Cogn.) R. Goldenb.
1751. Miconia submacrophylla Gleason
1752. Miconia submontana (Rose ex Gleason) Michelang.
1753. Miconia subnodosa Triana
1754. Miconia subobruta (Wurdack) R. Goldenb. & Michelang.
1755. Miconia suborbicularis Cogn.
1756. Miconia subpeltata (Kriebel & Almeda) Almeda
1757. Miconia subseriata (Naudin) R. Goldenb. & Michelang.
1758. Miconia subsessilifolia Wurdack
1759. Miconia subsimplex Pilg.
1760. Miconia subspicata Wurdack
1761. Miconia subtrinervis (Cogn.) R. Goldenb.
1762. Miconia subulata (Gleason) R. Goldenb. & Michelang.
1763. Miconia subulipetala Wurdack
1764. Miconia subvernicosa Cogn.
1765. Miconia sulbahiensis (D' El Rei Souza) R. Goldenb.
1766. Miconia sulcata J. F. Macbr.
1767. Miconia sulcicaulis (Poepp. ex Naudin) Ocampo & Almeda
1768. Miconia sulfurea (Naudin) R. Goldenb.
1769. Miconia summa Cuatrec.
1770. Miconia superba Ule
1771. Miconia superposita Wurdack
1772. Miconia suprabasalis (R. Goldenb. & Reginato) R. Goldenb.
1773. Miconia susannae (Borhidi) Bécquer & Michelang.
1774. Miconia sylvatica (Schltdl.) Naudin
1775. Miconia symphyandra Triana
1776. Miconia symplectocaulos Pilg.
1777. Miconia symplocoidea Triana
1778. Miconia tabayensis Wurdack
1779. Miconia tacanensis Wurdack
1780. Miconia tachirensis Wurdack
1781. Miconia talamancensis Almeda
1782. Miconia tamana Wurdack
1783. Miconia taurina (Gleason) Michelang.
1784. Miconia tenebrosa (Almeda) Almeda
1785. Miconia tenensis Markgr.
1786. Miconia tentaculicapitata Majure & Judd
1787. Miconia tentaculifera Naudin
1788. Miconia tenuifolia (Donn. Sm.) Michelang.
1789. Miconia tenuis Triana
1790. Miconia teotepecensis de Santiago
1791. Miconia tephrodes Wurdack
1792. Miconia tepicana Standl.
1793. Miconia tepuiensis (Wurdack) Michelang.
1794. Miconia terborghii Wurdack
1795. Miconia terera Naudin
1796. Miconia ternata (Cogn.) R. Goldenb.
1797. Miconia ternatifolia Triana
1798. Miconia tetragona Cogn.
1799. Miconia tetragonoloba (Cogn.) Judd, Bécquer & Majure
1800. Miconia tetramera (Urb. & Ekman) Becquer
1801. Miconia tetrandra (Sw.) D. Don
1802. Miconia tetrapetala (Almeda) Almeda
1803. Miconia tetraptera (Cogn.) Ionta, Judd & Skean
1804. Miconia tetraquetra (Cham.) R. Goldenb.
1805. Miconia tetrasperma Gleason
1806. Miconia tetraspermoides Wurdack
1807. Miconia tetrastoma Naudin
1808. Miconia tetrazygioidea Becquer & Judd
1809. Miconia tetrazygioides Urb. & Ekman
1810. Miconia thaminantha Wurdack
1811. Miconia theizans (Bonpl.) Cogn.
1812. Miconia therezopolitana (Cogn.) R. Goldenb.
1813. Miconia thomasiana DC.
1814. Miconia thyrsiflora (D. Don) Naudin
1815. Miconia thysanophylla Wurdack
1816. Miconia tiliifolia Naudin
1817. Miconia tillettii Wurdack
1818. Miconia tinifolia Naudin
1819. Miconia tiri Triana
1820. Miconia titanophylla Gleason
1821. Miconia tixixensis Standl. & Steyerm.
1822. Miconia tocoaristata Michelang.
1823. Miconia tocobovata Michelang.
1824. Miconia tococa (Desr.) Michelang.
1825. Miconia tococapitata Michelang.
1826. Miconia tococaudata Michelang.
1827. Miconia tocociliata Michelang.
1828. Miconia tococinnamomea Michelang.
1829. Miconia tococoidea (DC.) Michelang.
1830. Miconia tococordata Michelang.
1831. Miconia tococoronata Michelang.
1832. Miconia tocohirta Michelang.
1833. Miconia tocopauciflora Michelang.
1834. Miconia tocoracemifera Michelang.
1835. Miconia tomentosa (Rich.) D. Don
1836. Miconia tonduzii Cogn.
1837. Miconia torbeciana (Urb. & Ekman) Skean & Judd
1838. Miconia toroi Gleason
1839. Miconia torraensis Almeda et al.
1840. Miconia tovarensis Cogn.
1841. Miconia traillii Cogn.
1842. Miconia transversa Gleason
1843. Miconia trauninensis (Cogn.) R. Goldenb.
1844. Miconia trianae Cogn.
1845. Miconia trianana Judd & Becquer
1846. Miconia triangularis Gleason
1847. Miconia triantha (E. A. Camargo & R. Goldenb.) R. Goldenb.
1848. Miconia tricaudata Wurdack
1849. Miconia trichocalyx (Pittier) Michelang. & Judd
1850. Miconia trichogona J. F. Macbr.
1851. Miconia trichophora Gleason
1852. Miconia trichosantha (Almeda) Almeda
1853. Miconia trichotoma (Desr.) DC.
1854. Miconia tricostata (Urb. & Ekman) Skean, Judd & Majure
1855. Miconia trimera Wurdack
1856. Miconia trinervia (Sw.) D. Don ex Loudon
1857. Miconia trinitensis (Crueg.) Michelang.
1858. Miconia triplinervis Ruiz & Pav.
1859. Miconia tristis Spring. ex Mart.
1860. Miconia trujillensis Wurdack
1861. Miconia truncata Triana
1862. Miconia tschudyoides Cogn.
1863. Miconia tuberculata (Naudin) Triana
1864. Miconia tubulosa Gleason
1865. Miconia tuckeri Gleason
1866. Miconia tuerckheimii Cogn.
1867. Miconia turbinata (Urb. & Ekman) Skean & Judd
1868. Miconia turgida Gleason
1869. Miconia turquinensis Urb. & Ekman
1870. Miconia ulei (Cogn.) R. Goldenb.
1871. Miconia uliginosa (Brade) R. Goldenb.
1872. Miconia ulmarioides Naudin
1873. Miconia umbellata (Mill.) Judd & Ionta
1874. Miconia umbriensis Wurdack
1875. Miconia umbrosa Cogn.
1876. Miconia undabunda (J. F. Macbr.) Michelang.
1877. Miconia undata Triana
1878. Miconia uninervis Alain
1879. Miconia urbaniana (Cogn.) comb. ined.
1880. Miconia urbaniana Cogn.
1881. Miconia urbaniana (Alain) comb. ined.
1882. Miconia urbanii (Cogn.) Judd
1883. Miconia urceolata Urb.
1884. Miconia uribei Wurdack
1885. Miconia urophylla (Triana) comb. ined.
1886. Miconia urophylla DC.
1887. Miconia urticilamina Michelang.
1888. Miconia urticoides Triana
1889. Miconia utleyana (Almeda) Almeda
1890. Miconia uvida Wurdack
1891. Miconia uvifera Naudin
1892. Miconia vaccinioides (Bonpl.) Naudin
1893. Miconia valentinensis Bacci & R. Goldenb.
1894. Miconia valenzuelana Michelang. & R. Goldenb.
1895. Miconia valerioana (Standl.) Wurdack
1896. Miconia valida Cogn.
1897. Miconia vallartensis Zabalg., Figueroa & Muñiz-Castro
1898. Miconia vallensis Wurdack
1899. Miconia vallicola (Gleason) Michelang.
1900. Miconia valtheri Naudin
1901. Miconia vargasii Wurdack
1902. Miconia variabilis Gamba & Almeda
1903. Miconia variifolia (Wurdack) Michelang.
1904. Miconia vazquezii (Borhidi & O. Muñiz) Ionta & Becquer
1905. Miconia vegaensis (Cogn.) Judd, Bécquer & Majure
1906. Miconia velutina Triana
1907. Miconia venosa (Gleason) Michelang.
1908. Miconia ventricosa (Almeda) Almeda
1909. Miconia venulosa Wurdack
1910. Miconia veraguensis Gamba & Almeda
1911. Miconia verapazana Michelang.
1912. Miconia verrucosa Cogn.
1913. Miconia verrucosa (Griseb.) comb. ined.
1914. Miconia verruculosa (Wurdack) P. Jørg. & C. Ulloa
1915. Miconia versicolor Naudin
1916. Miconia verticalis (N.Ruiz-R.) Michelang
1917. Miconia verticillifolia Michelang. & R. Goldenb.
1918. Miconia vesca Wurdack
1919. Miconia vesiculosa (Cogn.) R. Goldenb.
1920. Miconia vestita Almeda
1921. Miconia victorinii Alain
1922. Miconia vilhenensis Wurdack
1923. Miconia villonacensis Wurdack
1924. Miconia vincentina (Urb.) Judd & Ionta
1925. Miconia violacea Cogn.
1926. Miconia violascens (Pilg.) Michelang. & R. Goldenb.
1927. Miconia virescens (Vahl) Triana
1928. Miconia virgata (Sw.) Skean, Judd & Majure
1929. Miconia viridiflava (Brade) R. Goldenb.
1930. Miconia viscidula Urb. & Cogn.
1931. Miconia viscosa (Cogn.) R. Goldenb.
1932. Miconia vismioides Triana
1933. Miconia vitiflora J. F. Macbr.
1934. Miconia vittata (Linden & André) Cogn.
1935. Miconia volcanalis (Standl. & Steyerm.) Michelang.
1936. Miconia voronovii Gleason
1937. Miconia vulcanicola (Donn. Sm.) Michelang.
1938. Miconia vulcanidomatia Bécquer & Skean
1939. Miconia wagneri J. F. Macbr.
1940. Miconia waimiri-atroari Meirelles & Caddah
1941. Miconia waltercampii Michelang.
1942. Miconia walterjuddii Bécquer & Michelang.
1943. Miconia warmingiana Cogn.
1944. Miconia weberbaueri Cogn.
1945. Miconia weddellii Naudin
1946. Miconia willamandersonii Michelang.
1947. Miconia willdenowii Klotzsch ex Naudin
1948. Miconia wittii Ule
1949. Miconia wolfei Wurdack
1950. Miconia woodsii (Judd & Skean) Ionta, Judd & Skean
1951. Miconia woytkowskii Wurdack
1952. Miconia wrightiana (Griseb.) Greuter & R. Rankin
1953. Miconia wrightii (Griseb.) Triana
1954. Miconia wurdackii Uribe
1955. Miconia xalapensis (Bonpl.) M. Gómez
1956. Miconia xanthocoma (Naudin) R. Goldenb.
1957. Miconia xantholasia (DC.) R. Goldenb.
1958. Miconia xanthopogon (Naudin) R. Goldenb.
1959. Miconia xanthostachya (Cogn.) R. Goldenb.
1960. Miconia xenotricha Urb. & Ekman
1961. Miconia yamanigueyensis Becquer & Michelang.
1962. Miconia yanachagaensis Michelang. & R. Goldenb.
1963. Miconia yatuensis Wurdack
1964. Miconia yeseniae W. Palacios, D. Fernández & Michelang.
1965. Miconia yungasensis R. Goldenb. & Michelang.
1966. Miconia yunquensis Judd, Bécquer & Majure
1967. Miconia zamorensis Gleason
1968. Miconia zanonii Judd, Skean & R. S. Beaman
1969. Miconia zarucchii Wurdack
1970. Miconia zemurrayana Standl. & L. O. Williams
1971. Miconia zubenetana J. F. Macbr.

## Sinonimi
- Abrophaes Raf.
- Acidodendron Kuntze
- Acinodendron Raf.
- Acinolis Raf.
- Amphitoma Gleason
- Anaectocalyx Triana ex Benth. & Hook.f.
- Angeja Vand.
- Antisola Raf.
- Augustinea A.St.-Hil. & Naudin
- Auliphas Raf.
- Calophysa DC.
- Calycogonium DC.
- Capitellaria Naudin
- Catachaenia Griseb.
- Catocoryne Hook.f.
- Catonia P.Browne
- Chaenanthera Rich. ex DC.
- Chaenopleura Rich. ex DC.
- Charianthus D.Don
- Chiloporus Naudin
- Chitonia D.Don
- Chrysophora Cham. ex Triana
- Clastilix Raf.
- Clidemia D.Don
- Clidemiastrum Naudin
- Conostegia D.Don
- Copedesma Gleason
- Cremanium D.Don
- Cryptophysa Standl. & J.F.Macbr.
- Cyanophyllum Naudin
- Cyathanthera Pohl
- Dancera Raf.
- Decaraphe Miq.
- Diplochita DC.
- Diplodonta H.Karst.
- Ekmaniocharis Urb.
- Eurychaenia Griseb.
- Eustegia Raf.
- Folomfis Raf.
- Fothergilla Aubl.
- Gallasia Mart. ex DC.
- Glossocentrum Crueg.
- Gonema Raf.
- Graffenrieda Mart.
- Happia Neck.
- Harrera Macfad.
- Hartigia Miq.
- Heterotrichum DC.
- Hormocalyx Gleason
- Hosangia Neck.
- Icaria J.F.Macbr.
- Jucunda Cham.
- Killipia Gleason
- Leandra Raddi
- Leonicenia Scop.
- Lieutautia Buc'hoz
- Lomanthera Raf.
- Maieta Aubl.
- Mecranium Hook.f.
- Menendezia Britton
- Miconiastrum Bonpl. ex Naudin
- Microphysa Naudin
- Microphysca Naudin
- Mommsenia Urb. & Ekman
- Muelleramra Kuntze
- Myrmidone Mart.
- Naudinia A.Rich.
- Necramium Britton
- Octella Raf.
- Octomeris Naudin
- Octonum Raf.
- Oxymeris DC.
- Pachyanthus A.Rich.
- Pachydesmia Gleason
- Platycentrum Naudin
- Pleiochiton Naudin ex A.Gray
- Pleurochaenia Griseb.
- Pogonorhynchus Crueg.
- Prosanerpis S.F.Blake
- Pterocladon Hook.f.
- Rupestrea R.Goldenb., Almeda & Michelang.
- Sagraea DC.
- Sarcomeris Naudin
- Schizanthera Turcz.
- Sericola Raf.
- Soltmannia Naudin
- Sphaerogyne Naudin
- Staphidiastrum Naudin
- Staphidium Naudin
- Stephanotrichum Naudin
- Synodon Raf.
- Synoptera Raf.
- Tamonea Aubl. ex Krasser
- Terera Naudin
- Tetrazygia Rich. ex DC.
- Tetrazygiopsis Borhidi
- Tetrazygos Rich. ex DC.
- Tococa Aubl.
- Trigynia Jacq.-Fél.
- Truncaria DC.
- Tschudya DC.
- Ziegera Raf.